# Вейн Руні
Вейн Марк Руні (англ. Wayne Mark Rooney; нар. 24 жовтня 1985, Ліверпуль, Англія) — англійський футбольний тренер, колишній футболіст, який грав на позиції нападника. Колишній тренер «Дербі Каунті» та «Бірмінгем Сіті». 
З 10-річного віку виступав за молодіжну академію «Евертона», а у 2002 році дебютував в основному складі «ірисок». Провівши два роки в основі мерсисайдського клубу, влітку 2004 року перейшов до «Манчестер Юнайтед» за 25,6 млн фунтів.
У 2003—2018 роках виступав за збірну Англії. Є наймолодшим гравцем, який забив гол за збірну Англії. Зіграв на трьох чемпіонатах Європи (2004, 2012 та 2016) і трьох чемпіонатах світу (2006, 2010 і 2014).
Є найкращим бомбардиром в історії збірної Англії (до 2022 року коли його обійшов Гаррі Кейн) та «Манчестер Юнайтед».
Молодший брат Вейна Джон Руні також є футболістом.

## Ранні роки
Руні народився і виріс у Крокстеті, районі Ліверпуля, в сім'ї різноробочого Томаса Вейна Руні і домогосподарки Джанетт Мері Руні (до шлюбу Моррі). Сім'я Руні мала ірландські корені і проживала в католицькому оточенні. Вейн став першою дитиною в родині, пізніше у нього з'явилося двоє молодших братів: Грем і Джон; всі троє навчалися в католицькому Деласальському коледжі в Крокстеті, Ліверпуль. Всі родичі Руні були пристрасними вболівальниками «Евертона», і сам Вейн з дитинства вболівав за цей клуб, а героєм його юності був шотландський нападник Данкан Фергюсон.

## Клубна кар'єра

### Початок кар'єри
Пол Макгіннесс, тренер молодіжної академії «Манчестер Юнайтед»
Вейн змалечку грав у футбол на дворових майданчиках, а в сім років уперше зіграв за команду пабу «Вестерн», забивши у цій грі переможний м'яч. Згодом виступав за шкільну команду Ліверпуля, забивши за сезон 72 голи. У дев'ять років, коли Руні виступав за «Копплхаус бойс» у лізі Волтона і Керкдейла (забивши 99 голів за сезон), його помітив скаут «Евертона» Боб Пендлтон, і запросив на перегляд. Скаути «Ліверпуля» також запросили Вейна на перегляд в «Мелвуд», проте Руні вибрав «Евертон», підписавши з «ірисками» шкільний контракт. Виступаючи за академію «Евертона», Руні часто подавав м'ячі на матчах основного складу, а 1996 року 11-річний Вейн вийшов на поле «Гудісон-Парк» перед мерсісайдським дербі як талісман «Евертона». У сезоні 1995—96 (своєму першому сезоні в академії «Евертона») Вейн забив 114 голів у 29 матчах. Руні швидко прогресував, і в 15 років уже виступав за команду «Евертона» до 19 років. У 2002 році забив вісім голів у восьми матчах Молодіжного кубка Англії, включаючи гол у програному фіналі проти «Астон Вілли».

### Основний склад «Евертона»
Арсен Венгер про Вейна Руні в жовтні 2002 року
20 квітня 2002 року 16-річний Руні вперше потрапив у заявку «Евертона» на матч Прем'єр-ліги проти «Саутгемптона», проте провів всю зустріч на лаві запасних. Влітку 2002 року він вирушив з основним складом «Евертона» в тренувальний табір в Австрії для передсезонної підготовки. 15 липня Руні забив свій перший гол за основну команду «ірисок» у товариському матчі проти клубу «Брук», а в наступній грі проти команди «Вайц» зробив хет-трик. Загалом у передсезонному турне він забив вісім м'ячів. 17 серпня 2002 року дебютував за «ірисок» в офіційному матчі, вийшовши у стартовому складі проти «Тоттенхема». 2 жовтня він вперше забив за «Евертон» в офіційних турнірах, зробивши «дубль» у матчі Кубка Футбольної ліги проти «Рексема». Таким чином, Руні став наймолодшим голеадором «Евертона» в історії клубу, побивши рекорд Томмі Лоутона. 19 жовтня, за п'ять днів до свого сімнадцятиріччя, Руні забив ударом здалека переможний гол у ворота «Арсеналу», перервавши 30-матчеву безпрограшну серію «канонірів» у Прем'єр-лізі. Крім того, Руні став наймолодшим голеадором в історії Прем'єр-ліги (він забив гол у 16 років і 360 днів; цей рекорд пізніше побили спочатку Джеймс Мілнер, а потім Джеймс Вон). 3 листопада Руні забив єдиний гол у матчі з «Лідсом», у якому «Евертон» переміг з рахунком 1:0.
У грудні Руні отримав нагороду найкращому молодому спортсменові 2002 року за версією BBC. 14 грудня він забив переможний гол у ворота «Блекберна». У «День подарунків» 26 грудня 2002 року Вейн заробив першу у своїй кар'єрі Червона картка у матчі проти «Бірмінгем Сіті». У січні 2003 року Руні підписав перший у своїй кар'єрі професійний контракт з «Евертоном», який зробив його одним з найбільш високооплачуваних юних гравців у світовому футболі з зарплатою близько 13 тис фунтів на тиждень. 23 березня Вейн забив єдиний гол за «ірисок» у програному «Арсеналу» матчі. 6 квітня він забив гол у ворота «Ньюкасла», коли «Евертон» виграв з рахунком 2:1, а 26 квітня забив переможний гол на останніх хвилинах матчу проти «Астон Вілли». Загалом у своєму першому сезоні в «Евертоні» Руні зіграв 37 матчів і забив 8 м'ячів.
У сезоні 2003—04 Руні забив свій перший гол 26 серпня в матчі проти «Чарльтона», після чого не міг забити майже чотири місяці. 13 грудня в матчі 16-го туру Прем'єр-ліги проти «Портсмута» «Евертон» поступався з рахунком 1:0, але після виходу Руні на заміну спочатку Лі Карслі зрівняв рахунок, а потім сам Вейн вивів «ірисок» уперед. Гра так і завершилася з рахунком 2:1 на користь «Евертона». У другому таймі цього матчу стався невеликий казус: Руні штовхнув Стіва Стоуна, після чого залишив поле, вирішивши, що суддя його вилучив. Проте вилучення не було: арбітр обмежився лише жовтою карткою. Після цього Вейн повернувся в гру. 20 грудня в матчі проти «Лестер Сіті» Руні знову забив, вийшовши на поле з лави запасних. 28 грудня 2003 року Вейн провів свою 50-у гру в чемпіонаті в матчі проти «Бірмінгема», відзначившись у ньому переможним голом. 21 лютого 2004 Руні зробив свій перший «дубль» у Прем'єр-лізі в матчі проти «Саутгемптона». 13 березня він забив переможний гол у матчі з «Портсмутом» на 78-й хвилині зустрічі, замкнувши пас Томаша Радзінскі, а через тиждень відзначився у грі з «Лестер Сіті», знову з передачі канадця. 13 квітня Вейн забив свій останній гол у сезоні ударом з 18 метрів у матчі проти «Лідс Юнайтед». Загалом у сезоні 2003—04 Руні забив за клуб 9 голів у 40 матчах, а «Евертон» завершив сезон на 17-му місці.

### Трансфер
Через величезний ажіотаж, викликаний яскравим виступом Вейна на чемпіонаті Європи 2004 року, «Евертон» виступив зі спеціальною заявою, в якій стверджувалося, що Руні не продадуть менш ніж за 50 млн фунтів. Клуб запропонував Вейну продовжити поточний контракт, збільшивши зарплату до 50 000 фунтів на тиждень, проте Руні відкинув цю пропозицію. У боротьбу за підписання перспективного футболіста вступили «Ньюкасл» і «Манчестер Юнайтед». «Ньюкасл» зробив «Евертону» пропозицію в розмірі 20 млн фунтів, однак керівництво мерсісайдського клубу його відкинуло. Після цього Руні почав вимагати виставити його на трансфер. 31 серпня 2004 року було офіційно оголошено про перехід Вейна Руні в «Манчестер Юнайтед». Сума угоди склала близько 20 млн фунтів (27 млн з урахуванням бонусів). Трансфер підписали лише за кілька годин до закриття трансферного вікна.
Перехід Руні залишається третім за вартістю трансфером гравця з Великої Британії за всю історію (дорожче обійшовся лише трансфер одноклубника Руні з «Манчестер Юнайтед» Ріо Фердінанда і перехід форварда Енді Керрола з «Ньюкасла» в «Ліверпуль»). Однак сума, сплачена за трансфер Руні, досі залишається рекордною для гравця, який не досяг 20 років.

### «Манчестер Юнайтед»

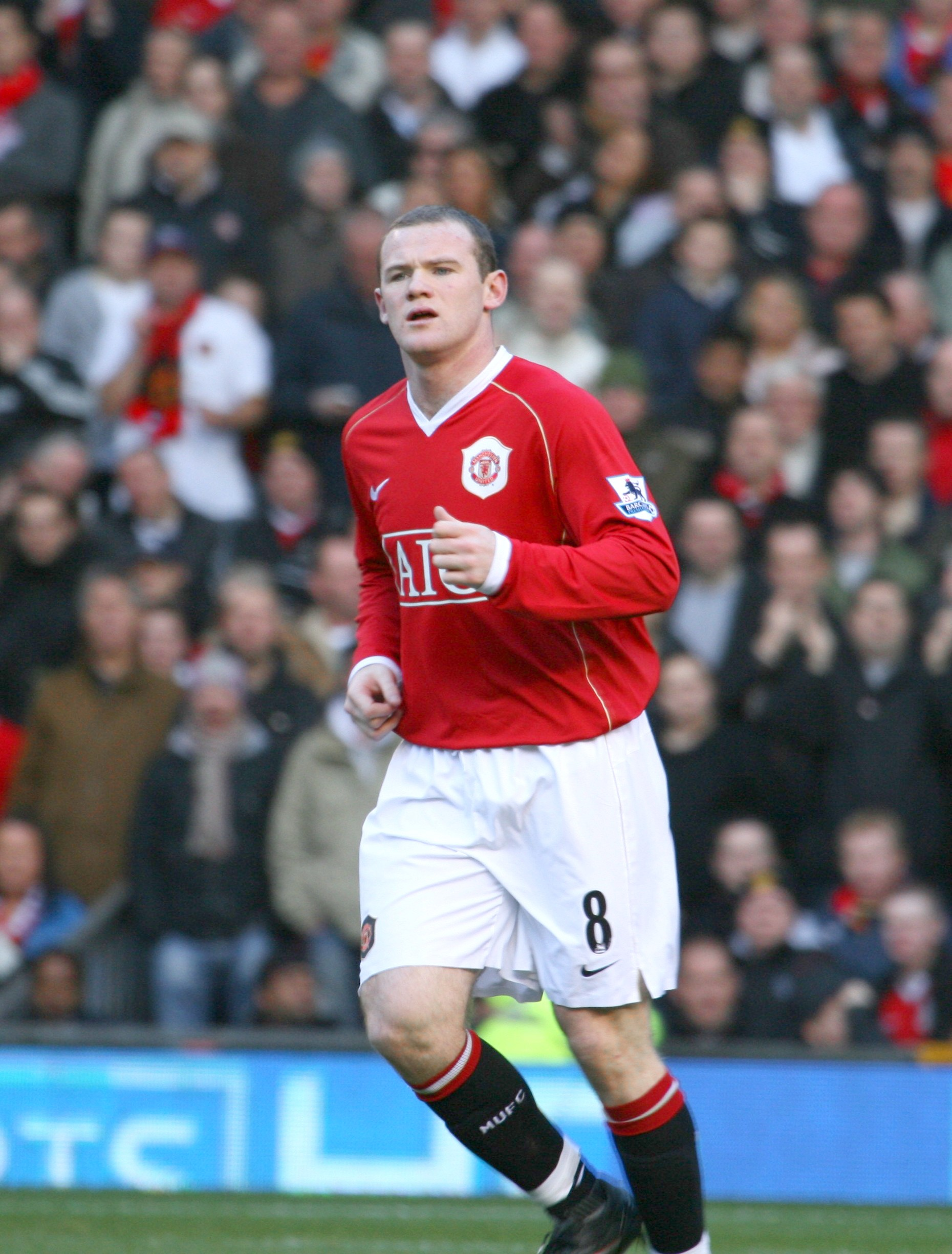
Вейн Руні у 2006 році

У «Манчестер Юнайтед» Вейн Руні отримав футболку з номером «8». Він дебютував у складі «Юнайтед» 28 вересня 2004 року в матчі групового етапу Ліги чемпіонів проти турецького клубу «Фенербахче», зробивши хет-трик і віддавши ще одну гольову передачу (матч завершився перемогою «Юнайтед» з рахунком 6:2). Руні став наймолодшим автором хет-трику у Лізі чемпіонів (йому було 18 років і 335 днів). Крім того, Руні став лише другим гравцем в історії «Манчестер Юнайтед», якому 1905 року вдалося забити три голи в дебютному матчі за клуб (після Чарлі Сегара, який зробив хет-трик у ворота «Брістоль Сіті»). 24 жовтня у пам'ятному матчі проти «Арсеналу» Руні заробив пенальті, який реалізував Руд ван Ністелрой, а потім і сам забив з гри. «Манчестер Юнайтед» здобув перемогу в цій зустрічі з рахунком 2:0 і перервав 49-матчеву безпрограшну серію «Арсеналу» в Прем'єр-лізі. 14 листопада Вейн зробив «дубль» у виїзному матчі з «Ньюкаслом». 15 січня 2005 року Руні приніс «червоним дияволам» перемогу в дербі з «Ліверпулем», забивши у ворота Єжи Дудека ударом здалеку. 26 лютого Вейн зробив «дубль» у матчі з «Портсмутом», що завершився перемогою «Юнайтед» з рахунком 2:1. 24 квітня в матчі проти «Ньюкасла» на «Олд Траффорд» Руні забив гол з далекої дистанції, пробивши зльоту зовнішньою стороною стопи; коментатори назвали цей гол «приголомшливим».
Для «Манчестер Юнайтед» сезон 2004—2005 склався загалом невдало: у Прем'єр-лізі команда посіла лише 3-тє місце, в Кубку Футбольної ліги програла у півфіналі «Челсі», в Лізі чемпіонів вилетіла в першому раунді плей-оф від «Мілана», а в фіналі Кубка Англії поступилася «Арсеналу» за пенальті. У цьому сезоні Руні став найкращим бомбардиром команди, забивши 11 голів у Прем'єр-лізі і 17 — у всіх турнірах за «Манчестер Юнайтед», а також удостоївся нагороди найкращому молодому гравцеві за версією ПФА.

#### 2005—2006
Свій перший гол у сезоні 2005—2006 Руні забив у першому турі Прем'єр-ліги, в матчі проти «Евертона» на «Гудісон Парк». 14 вересня 2005 року в першому матчі групового етапу Ліги чемпіонів проти іспанського «Вільярреала» (завершився з рахунком 0:0) суддя вилучив Руні за саркастичні оплески на його адресу після жовтої картки. «Манчестер Юнайтед» вдало виступив у Кубку Футбольної ліги, і 26 лютого 2006 року вийшов у фінал, де зустрівся з «Віганом». У цій грі Руні зробив «дубль» і був визнаний найкращим гравцем матчу. «Юнайтед» виграв з рахунком 4:0, а Руні здобув першу у своїй кар'єрі професійну медаль. Перемога в Кубку Футбольної ліги стала єдиним трофеєм «Юнайтед» у сезоні. У Прем'єр-лізі чемпіонський титул знову завоював лондонський «Челсі», а «Манчестер Юнайтед» посів 2-ге місце. У Кубку Англії «Юнайтед» вилетів від «Ліверпуля» в п'ятому раунді, а в Лізі чемпіонів вперше за 11 років не зміг вийти з групи. У цьому сезоні Руні забив за «Манчестер Юнайтед» 16 голів у чемпіонаті і 19 — у всіх турнірах.

#### 2006—2007
4 серпня 2006 року в матчі передсезонного турне «Манчестер Юнайтед» проти «Порту» Руні був вилучений за удар ліктем португальського захисника Пепе. Попри товариський характер того матчу, Футбольна асоціація Англії дискваліфікувала Руні на три офіційних ігри, базуючись на 23-сторінковому звіті, надісланому арбітром матчу Рудому Боссеном. Руні написав листа з офіційним протестом у Футбольну асоціацію, посилаючись на відсутність санкцій щодо інших гравців, яких також вилучено в товариських матчах, однак ФА відхилила протест Руні.
У першому турі Прем'єр-ліги Руні зробив «дубль» у ворота «Фулгема», якого розгромлено на «Олд Траффорд» з рахунком 5:1. Однак після цього він не міг забити в десяти іграх поспіль (включаючи матчі клубу і збірної Англії), і лише 28 жовтня йому вдалося відзначитися у матчі проти «Болтона», в якому він зробив хет-трик. 18 листопада у виїзному матчі проти «Шеффілд Юнайтед» «червоні дияволи» програвали з рахунком 1:0, але завдяки двом голам Вейна Руні здобули вольову перемогу з рахунком 2:1. У матчі Кубка Англії проти «Портсмута» Руні, вийшовши на заміну, забив два голи у ворота Девіда Джеймса, причому один з них — з відстані 23 метрів. 17 березня 2007 року Вейн знову відзначився в матчі проти «Болтона», зробивши «дубль», а «Юнайтед» здобув перемогу з рахунком 4:0. 4 квітня 2007 року Руні забив важливий гол у виїзному матчі 1/4 фіналу Ліги чемпіонів проти «Роми» («Юнайтед» програв цю зустріч з рахунком 2:1); він також відзначився в матчі з «Ромою» на «Олд Траффорд», коли «Манчестер Юнайтед» виграв з рахунком 7:1. У першому півфінальному матчі Ліги чемпіонів проти «Мілана» на «Олд Траффорд» Руні забив два м'ячі, а «Юнайтед» виграв з рахунком 3:2. Однак у матчі на «Сан-Сіро» «Мілан» виграв з рахунком 3:0, вибивши «Манчестер Юнайтед» з Ліги чемпіонів. У фіналі Кубка Англії «Юнайтед» поступився «Челсі» з рахунком 0:1, однак у чемпіонаті посів перше місце, випередивши «Челсі» на 6 очок. Загалом за підсумками сезону 2006—07 Руні забив 23 голи у всіх турнірах — рівно стільки ж, скільки і його одноклубник Кріштіану Роналду.

#### 2007—08
30 червня 2007 року стало відомо, що Руні виступатиме під номером «10», який звільнився був після відходу нідерландської нападника Руда ван Ністелроя в «Реал Мадрид» за рік до того. Вейн офіційно отримав десятий номер від колишнього нападника «Юнайтед» і збірної Шотландії Деніса Лоу, легендарної «десятки» «Манчестер Юнайтед».
12 серпня 2007 року, в першому ж матчі сезону 2007—08 проти «Редінга», Руні зазнав перелому плеснової кістки стопи (матч завершився без забитих голів з рахунком 0:0). Очікувалося, що Вейн пропустить близько двох місяців. Але 26 серпня Алекс Фергюсон заявив, що Руні може повернутися на поле вже через три тижні.
2 жовтня Вейн Руні повернувся на поле після травми і забив гол у матчі групового етапу Ліги чемпіонів проти «Роми». «Юнайтед» виграв цю зустріч з рахунком 1:0. Чотири дні по тому Вейн забив свій перший гол у Прем'єр-лізі сезону 2007—2008, закінчивши розгром «Вігана» на «Олд Траффорд» точним ударом головою у ворота Кріса Кіркланда після подачі Денні Сімпсона. Це був четвертий гол «Юнайтед» у цій зустрічі, яка завершилася з рахунком 4:0. 20 жовтня Руні зробив «дубль» у матчі проти «Астон Вілли» на «Вілла Парк», який завершився перемогою «червоних дияволів» з рахунком 4:1. 9 листопада в ході тренування Руні пошкодив кісточку, тому пропустив ігри проти збірної Хорватії, «Блекберна», «Болтона» і «Спортінга». Очікувалося, що Руні пропустить щонайменше чотири тижні, але відновлення пройшло швидше і Вейн повернувся до тренувань вже через два тижні. Він вийшов на поле 3 грудня в матчі з «Фулхемом», провівши на полі 70 хвилин. Руні зіграв у більшості решти матчів сезону, забивши загалом 18 м'ячів (з них 12 у Прем'єр-лізі), включаючи «дубль» у ворота «Ньюкасла» 23 лютого і «Астон Вілли» 29 березня 2008 року. 11 травня Вейн виграв другий у своїй кар'єрі титул чемпіона англійської Прем'єр-ліги, коли «Юнайтед» переміг на виїзді «Віган» в останньому турі чемпіонату. 21 травня 2008 року Руні зіграв у фіналі Ліги чемпіонів УЄФА, в якому «Манчестер Юнайтед» обіграв «Челсі» в серії післяматчевих пенальті, і завоював першу в своїй кар'єрі медаль переможця Ліги чемпіонів УЄФА.

#### 2008—2009

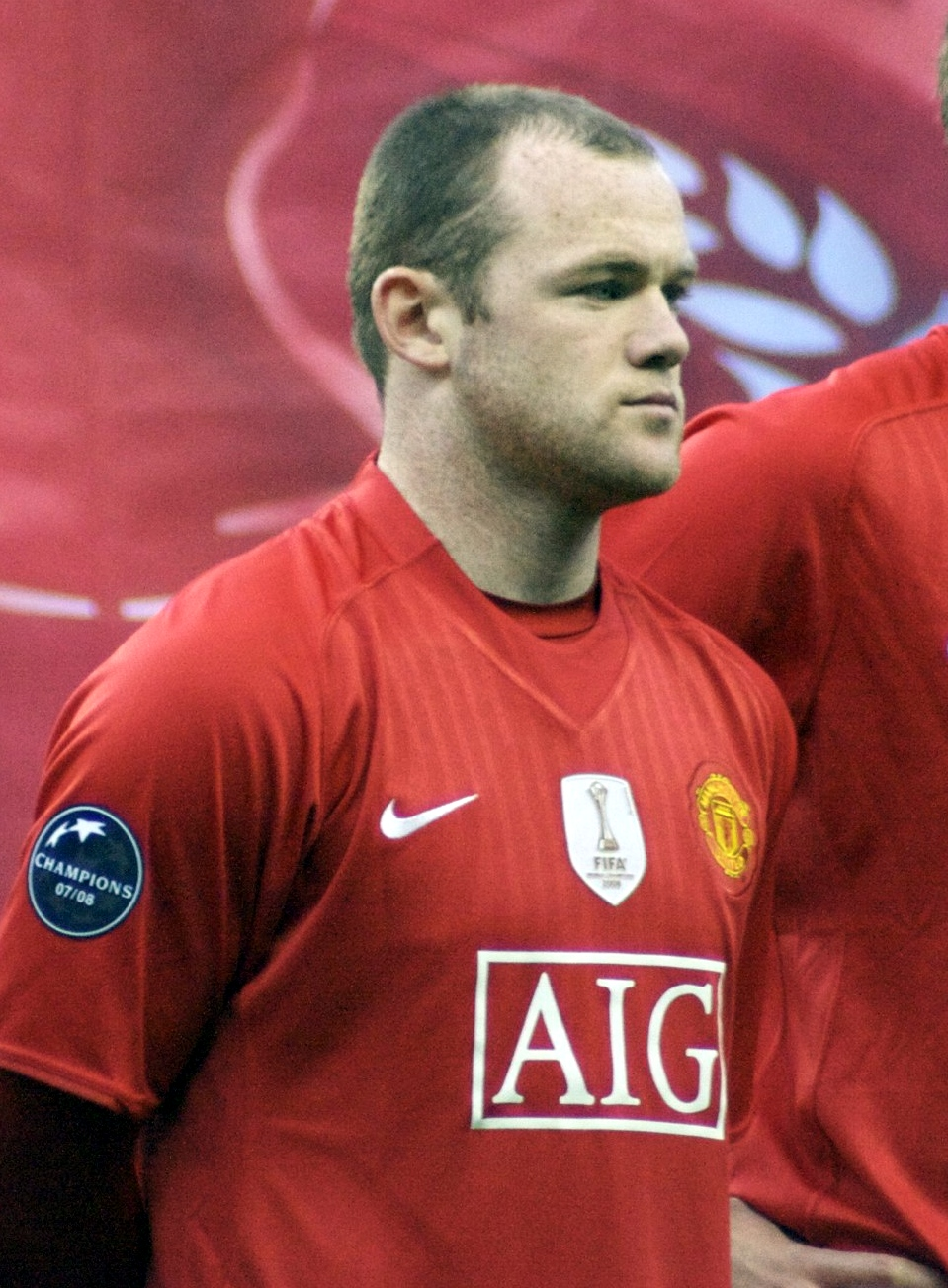
Вейн Руні перед матчем Ліги чемпіонів 2009 року

Свій перший гол у сезоні сезоні 2008—09 Руні забив 27 вересня 2008 року в матчі п'ятого туру Прем'єр-ліги проти «Болтон Вондерерз». 4 жовтня у виїзному матчі проти «Блекберна» на «Івуд Парк» Руні став наймолодшим в історії Прем'єр-ліги футболістом, який зіграв 200 матчів у цьому турнірі. 30 листопада в манчестерському дербі Руні приніс перемогу своїй команді, забивши єдиний гол у ворота Джо Гарта. Це був сотий гол Вейна в його професійній кар'єрі на клубному рівні. 14 січня 2009 року він забив гол у ворота «Вігана» на 54-й секунді (цей гол став переможним у матчі), але вже на восьмій хвилині залишив поле через травму підколінного сухожилля. Руні пропустив три тижні через травму, не зігравши у двох кубкових матчах і чотирьох матчах Прем'єр-ліги. Він повернувся на поле 18 лютого, замінивши Дімітара Бербатова у другому таймі матчу проти «Фулхема». Через дві хвилини після виходу на поле він відзначився забитим м'ячем у ворота Марка Шварцера, встановивши остаточний рахунок у матчі — 3:0 на користь «Юнайтед». 25 квітня 2009 року «Манчестер Юнайтед», поступаючись під час матчу «Тоттенгему» з рахунком 2:0, зміг забити п'ять голів у ворота суперника, з них два забив Вейн Руні. Матч завершився перемогою «Манчестер Юнайтед» з рахунком 5:2. Загалом у сезоні 2008—2009 Руні забив 20 голів у всіх турнірах, включаючи 12 голів у Прем'єр-лізі, а «Манчестер Юнайтед» виграв Прем'єр-лігу, набравши 90 очок.

#### 2009—2010
Руні забив свій перший гол у сезоні 2009—2010 на 90-й хвилині матчу за Суперкубок Англії. Основний час завершився з рахунком 2:2; в серії післяматчевих пенальті перемогу здобув «Челсі». Руні став автором єдиного гола в першому матчі Прем'єр-ліги сезону 2009—10 проти «Бірмінгем Сіті». У наступному матчі чемпіонату «Юнайтед» не зміг забити жодного гола і програв дебютантові Прем'єр-ліги, клубові «Бернлі» на «Терф Мур» з рахунком 1:0. Три дні по тому, 22 серпня 2009 року, Руні забив свій 100-й і 101-й гол за «Манчестер Юнайтед» у матчі третього туру Прем'єр-ліги проти «Вігана», який завершився з рахунком 5:0.

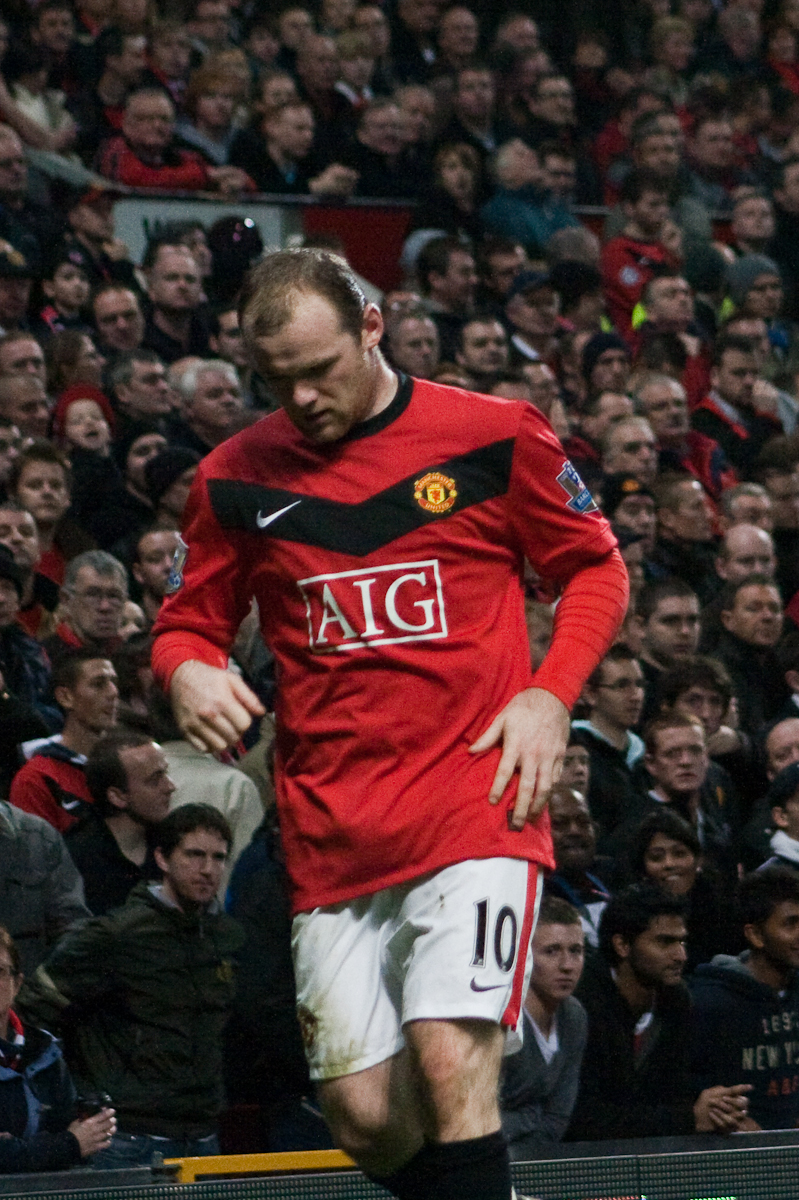
Вейн Руні в матчі з «Евертоном» у листопаді 2009 року

29 серпня в матчі проти «Арсенала» на «Олд Траффорд» Руні зрівняв рахунок у грі, забивши найважливіший гол з пенальті. Матч завершився перемогою «Юнайтед» з рахунком 2:1. Через п'ять днів після цього матчу Руні прокоментував пенальті, який він забив у ворота «Арсеналу»: «Всі, хто стежить за моєю грою, знають, що я чесний футболіст. Я граю настільки чесно, наскільки це можливо. Якщо суддя призначає пенальті, ти нічого не можеш з цим вдіяти». 20 вересня Руні забив один м'яч у драматичному манчестерському дербі на «Олд Траффорд», яке завершилося перемогою «Юнайтед» з рахунком 4:3 завдяки голу, забитому Майклом Оуеном на 95-й хвилині. 28 листопада Руні зробив «хет-трик» у виїзному матчі чемпіонату проти «Портсмута», який завершився перемогою" Манчестер Юнайтед" з рахунком 4:1. Два з трьох своїх голів Руні забив з пенальті. 27 грудня Вейн був визнаний «гравцем матчу» у зустрічі з «Галл Сіті», яка завершилася перемогою «Юнайтед» з рахунком 3:1. Руні взяв участь у всіх чотирьох голах, забитих у цьому матчі: спочатку він забив сам, відкривши рахунок наприкінці першого тайму, потім віддав невдалий пас, який призвів до пенальті у ворота «Манчестер Юнайтед». Потім змусив помилитися Енді Доусона, який забив автогол, і, нарешті, віддав гольовий пас на Дімітара Бербатова. Три дні по тому, 30 січня 2009 року, Руні забив ще один гол у матчі проти « Вігана», що завершився розгромом «латікс» з рахунком 5:0. 23 січня 2010 року Руні забив 4 голи в матчі проти «Галл Сіті», оформивши перший «покер» у своїй кар'єрі. 27 січня Вейн забив головою переможний гол у ворота «Манчестер Сіті» в півфінальному матчі Кубка Ліги. «Юнайтед» обіграв «Сіті» з рахунком 4:3 за сумою двох матчів і вийшов у фінал Кубка Ліги. 31 січня 2010 року в матчі з «Арсеналом» Руні забив свій 100-й гол у Прем'єр-лізі (примітно, що свій перший гол у Прем'єр-лізі Руні також забив «Арсеналу»). 16 лютого Руні відкрив рахунок своїм голам у розіграші Ліги чемпіонів 2009—10, забивши головою два м'ячі у ворота «Мілана». Матч завершився перемогою «Манчестер Юнайтед» з рахунком 3:2, ознаменувавши першу перемогу «червоних дияволів» над «россонері» на «Сан-Сіро». 23 лютого Вейн відзначився «дублем» у ворота «Вест Гема». 28 лютого Руні забив переможний гол у ворота « Астон Вілли» в фіналі Кубка Ліги, який завершився з рахунком 2:1. 10 березня, в матчі-відповіді 1/8 фіналу Ліги чемпіонів проти «Мілана» на «Олд Траффорд» Руні зробив «дубль», а «Манчестер Юнайтед» здобув переконливу перемогу над італійським клубом з рахунком 4:0 (7:2 за сумою двох зустрічей). Таким чином, до 10 березня на гольовому рахунку Руні було вже 30 голів у всіх турнірах. 14 березня Вейн зробив черговий «дубль» у чемпіонаті, цього разу — в матчі проти «Фулгема», в якому «червоні дияволи» перемогли з рахунком 3:0. 21 березня в принциповому матчі Прем'єр-ліги з «Ліверпулем» Руні забив найважливіший гол, добивши в сітку воріт Пепе Рейни м'яч, відбитий після удару Вейна з одинадцятиметрової позначки. «Юнайтед» переміг у цій зустрічі з рахунком 2:1. 30 березня Руні відкрив рахунок в матчі 1/4 фіналу Ліги чемпіонів проти мюнхенської «Баварії», в якому «Манчестер Юнайтед» поступився з рахунком 2:1. Наприкінці цього матчу Вейн зазнав травми щиколотки, через яку, як очікувалося, він пропустить від двох до трьох тижнів, включаючи вкрай важливий матч чемпіонату проти «Челсі». Попри прогнози, Руні повернувся в стрій вже через вісім днів, вийшовши в стартовому складі «Юнайтед» у матчі-відповіді Ліги чемпіонів проти «Баварії» на «Олд Траффорд». До 41-ї хвилини «Манчестер Юнайтед» вів у матчі з рахунком 3:0, але потім пропустив від «Баварії» два м'ячі й вибув з розіграшу Ліги чемпіонів за правилом голу, забитого на чужому полі. Тренер замінив Руні під час матчу, оскільки той знову травмував щиколотку. Після цього він провів ще три матчі в Прем'єр-лізі, але так і не зміг забити жодного м'яча, поступившись звання найкращого бомбардира чемпіонату Дідьє Дрогбі в останньому турі.
Вейн Руні про себе 9 травня 2010 року
25 квітня 2010 року Руні був названий гравцем року за версією футболістів, а потім здобув звання футболіста року за версією журналістів та вболівальників, а також увійшов у символічну збірну Прем'єр-ліги сезону 2009—2010.

#### 2010—11
Перший гол у сезоні Руні забив 28 серпня в матчі проти «Вест Гем Юнайтед», реалізувавши пенальті. Згідно з офіційним сайтом статистики «Манчестер Юнайтед», цей гол став 9000-м в історії клубу.
19 жовтня на прес-конференції напередодні матчу Ліги чемпіонів проти турецького «Бурсаспора» головний тренер «Манчестер Юнайтед» Алекс Фергюсон повідомив про те, що Руні не збирається продовжувати свій контракт з «Юнайтед» і хоче покинути клуб. Наступного дня Руні виступив з офіційною заявою, в якій підтвердив своє бажання покинути «Юнайтед». Однак він змінив рішення, і 22 жовтня продовжив контракт з «Манчестер Юнайтед» до 2015 року.
Руні пропустив майже місяць через травму щиколотки і повернувся на поле лише 20 листопада, вийшовши на заміну в матчі проти «Вігана». 24 листопада Руні вийшов у стартовому складі на матч Ліги чемпіонів проти шотландського «Рейнджерса». У цій грі він приніс своєму клубові перемогу, реалізувавши одинадцятиметровий удар наприкінці зустрічі, що завершилася з рахунком 1:0. 1 січня 2011 року в матчі проти «Вест Бромвіча» Руні забив свій перший гол з гри в Прем'єр-лізі сезону 2010—2011; гра завершилася перемогою «Манчестер Юнайтед» з рахунком 2:1. Після матчу Фергюсон сказав, що Руні продемонстрував гру «світового рівня».
1 лютого в матчі 25-го туру Прем'єр-ліги проти «Астон Вілли» Руні оформив дубль, забивши голи на першій і сорок п'ятій хвилинах, а «Манчестер Юнайтед» виграв зустріч з рахунком 3:1. Таким чином, Руні вперше з березня 2010 року забив з гри на «Олд Траффорд». 12 лютого в матчі 27-го туру Прем'єр-ліги проти «Манчестер Сіті» на 78-й хвилині Руні забив гол ударом через себе в падінні після передачі Нані. Цей гол, який коментатори описали як «фантастичний», «чарівний» і «приголомшливий», став переможним для «червоних дияволів», які виграли матч з рахунком 2:1. Сам Вейн зізнався, що цей гол був найкращим у його професійній кар'єрі. Через рік за підсумками голосування вболівальників, проведеного англійською Прем'єр-лігою, цей гол визнано найкращим за перші 20 років її існування.
2 квітня в драматичному матчі проти «Вест Гема», в якому «Манчестер Юнайтед» програвав після першого тайму з рахунком 0:2, Руні зробив хет-трик у другому таймі, забивши гол зі штрафного, гол з гри і гол з пенальті, а його команда здобула підсумкову перемогу з рахунком 4:2. Забивши свій третій гол, Руні вилаявся на телекамеру, а через кілька годин після закінчення матчу офіційно вибачився щодо цього випадку, визнавши, що його поведінка було викликана сильними емоціями, і що він не адресував образи нікому конкретно. Втім, Футбольна асоціація Англії висунула Вейну звинувачення у використанні «образливих і лайливих виразів». Руні визнав свою провину, проте подав апеляцію на автоматичну двоматчеву дискваліфікацію. Футбольна асоціація відхилила апеляцію, підтвердивши, що Вейн пропустить два матчі: гру Прем'єр-ліги проти «Фулгема» і півфінал Кубка Англії проти «Манчестер Сіті». 6 квітня Руні став автором єдиного голу в матчі 1/4 фіналу Ліги чемпіонів проти «Челсі» на «Стемфорд Бридж», замкнувши пас Раяна Гіггза; «Юнайтед» виграв у цій зустрічі з рахунком 1:0. 26 квітня Вейн відзначився в півфінальній зустрічі Ліги чемпіонів проти «Шальке 04».
14 травня 2011 року Руні забив пенальті у матчі з «Блекберн Роверз», який завершився внічию 1:1, чого було достатньо, щоб завоювати чемпіонський титул, який став для «Манчестер Юнайтед» 19-м у вищому англійському дивізіоні, а для Вейна — четвертим.

#### 2011—12

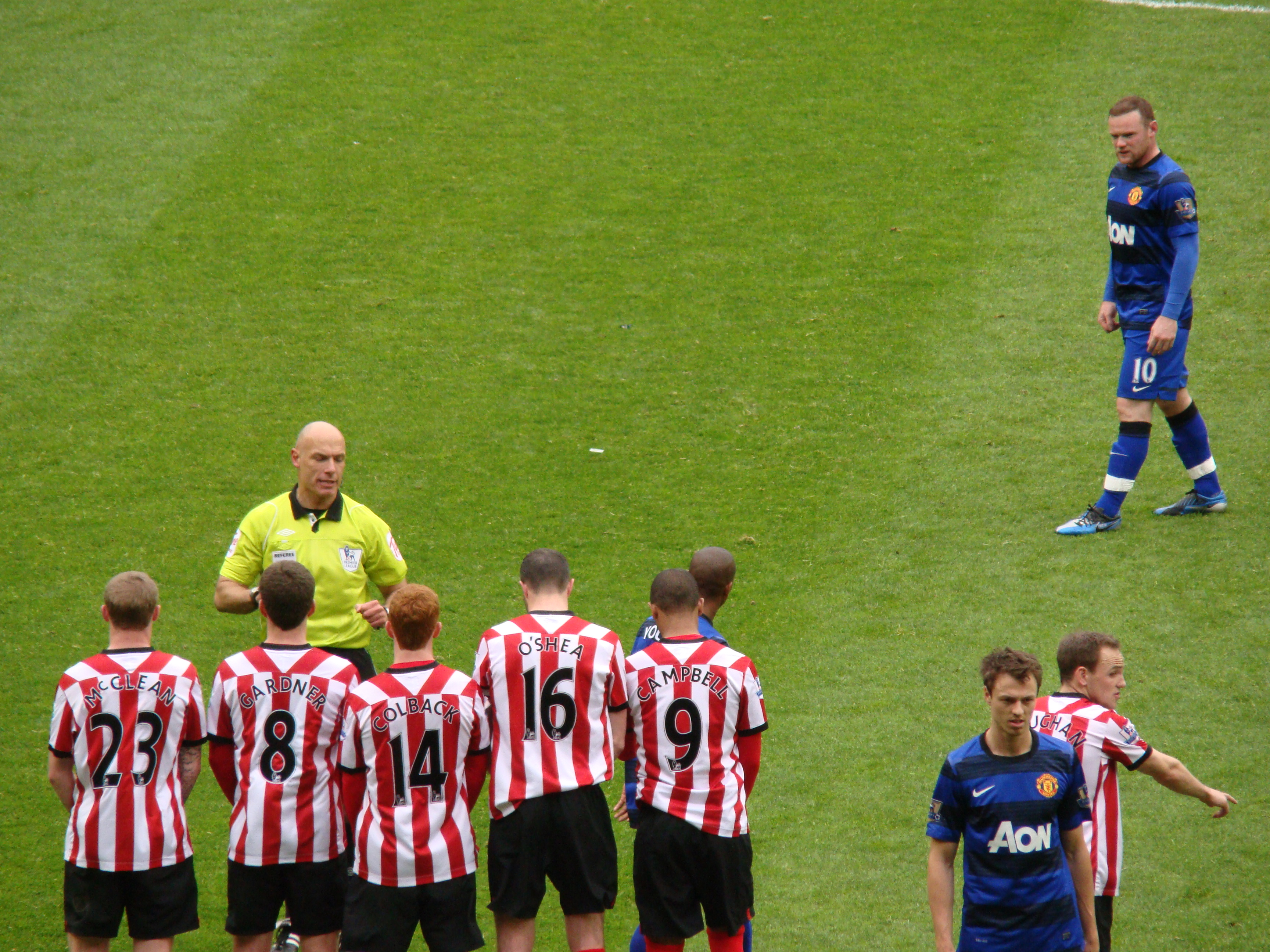
Руні готується виконати штрафний удар у матчі з «Сандерлендом»

У першому турі Прем'єр-ліги сезону 2011—12 Руні забив гол у ворота «Вест Бромвіча» на «Готорнс» після пасу Ешлі Янга. 28 серпня в матчі третього туру Прем'єр-ліги проти «Арсеналу» зробив хет-трик, подолавши позначку в 150 забитих голів за «Юнайтед» у всіх турнірах і ставши найкращим бомбардиром клубу в Прем'єр-лізі за всю історію. У наступному турі Прем'єр-ліги Руні знову зробив хет-трик, цього разу — у ворота «Болтон Вондерерз» на стадіоні «Рібок», матч завершився розгромом «рисаків» з рахунком 5:0. 18 вересня Вейн забив третій гол «Юнайтед» у ворота «Челсі», а також не зміг забити пенальті у ворота Петера Чеха; «червоні дияволи» здобули перемогу в цій зустрічі з рахунком 3:1. 18 жовтня Руні реалізував два пенальті у ворота румунського «Оцелула» в матчі Ліги чемпіонів, ставши найкращим англійським бомбардиром в історії цього турніру з 26-ма м'ячами. Після цього нападник не забивав понад місяць і зміг перервати свою "гольову «посуху» лише 10 грудня в матчі Прем'єр-ліги проти «Вулверхемптона», зробивши «дубль» після передач Нані та Антоніо Валенсії. 21 грудня в матчі проти «Фулгема» Вейн зіграв свій 300-й матч у Прем'єр-лізі, забивши в ньому свій 130-й гол у цьому турнірі.
8 січня 2012 року Руні забив два голи у ворота «Манчестер Сіті» в матчі 3-го раунду Кубка Англії, який завершився перемогою «Юнайтед» з рахунком 3:2. 5 лютого Вейн реалізував два одинадцятиметрових удари в матчі з «Челсі», який завершився з рахунком 3:3. 11 лютого в матчі 25 туру Прем'єр-ліги з «Ліверпулем» зробив дубль, а «Юнайтед» здобув перемогу з рахунком 2:1. 11 березня Руні приніс «червоним дияволам» перемогу в матчі проти «Вест-Бромвіч Альбіон», забивши два голи у ворота Бена Фостера. Ця перемога вивела «Юнайтед» на перше місце в турнірній таблиці Прем'єр-ліги. Напередодні матчу Прем'єр-ліги з «Вулвергемптоном» під час передматчевої розминки на полі стадіону «Молінью» стався неприємний інцидент: після невдалого удару Руні по воротах м'яч полетів у натовп уболівальників і потрапив у зап'ястя дев'ятирічного хлопчика, який спробував захиститися рукою. Сила удару була такою, що дитина отримала перелом зап'ястя. Вейн вибачився перед потерпілим, яким виявився юний вболівальник «Манчестер Юнайтед» Джеймі Томас, і подарував йому футболку зі своїм автографом.
За підсумками сезону «Манчестер Юнайтед» фінішував у чемпіонаті на 2-му місці (поступившись чемпіонським титулом землякам з «Манчестер Сіті» лише в останньому турі), а Руні посів друге місце в списку найкращих бомбардирів сезону в Прем'єр-лізі (27 м'ячів). Загалом у сезоні він забив 35 голів.

#### 2012—2013
25 серпня 2012 року в матчі з «Фулгемом» Вейн зазнав глибокого розсічення стегна після удару шипами Уго Родальєги, через яке вибув з гри на місяць. 20 жовтня відкрив рахунок своїм голам у сезоні: в матчі 8 туру Прем'єр-ліги зі «Сток Сіті» спочатку забив у свої ворота, а потім зробив «дубль» у ворота Асміра Беговича і віддав гольову передачу на Денні Велбека. Матч завершився перемогою «Юнайтед» з рахунком 4:2. 1 грудня зробив «дубль» у матчі 15-го туру Прем'єр-ліги з «Редінгом», який завершився з рахунком 4:3 на користь «червоних дияволів». У наступному турі знову зробив «дубль», цього разу — у ворота Джо Гарта у манчестерському дербі 9 грудня. «Юнайтед» святкував перемогу над «Сіті» з рахунком 3:2.
22 квітня 2013 року в грі 34-го туру Прем'єр-ліги проти «Астон Вілли» Уейн провів свій 400-й матч за «Манчестер Юнайтед». Після цього матчу «Юнайтед» завоював чемпіонський титул, і Руні став п'ятиразовим чемпіоном Англії. У травні 2013 року Алекс Фергюсон повідомив пресі, що Руні зажадав виставити себе на трансфер, але дістав відмову.

#### 2013—2014
Після закінчення сезону 2012—2013 «Манчестер Юнайтед» покинув сер Алекс Фергюсон, а новим головним тренером команди став Девід Моєс, який раніше тренував Руні в «Евертоні». Попри численні чутки в ЗМІ про можливий відхід Вейна з «Манчестер Юнайтед», Руні залишився в клубі. Свій перший гол у сезоні він забив 14 вересня в матчі проти «Крістал Пелес» прямим ударом зі штрафного. 17 вересня в матчі першого туру групового етапу Ліги чемпіонів проти леверкузенського «Баєра» Руні зробив «дубль», довівши загальне число голів, забитих за «Манчестер Юнайтед» в офіційних матчах, до 200. В «День подарунків» 26 грудня 2013 року забив свій 150-й гол за «Манчестер Юнайтед» у Прем'єр-лізі у виїзному матчі проти «Галл Сіті».
У лютому 2014 року продовжив свій контракт з «Манчестер Юнайтед» на чотири роки до червня 2019 року. 22 березня у грі з «Вест Гем Юнайтед» зробив «дубль», причому перший гол забив дальнім ударом практично з центрального кола. Після цього матчу Вейн посів третє місце в списку найкращих бомбардирів в історії «Манчестер Юнайтед» з 212 м'ячами (випередивши Джека Роулі, який забив 211 м'ячів за клуб).
За підсумками сезону 2013—2014 Вейн став найкращим бомбардиром команди, забивши 17 голів у Прем'єр-лізі і ще 2 — в Лізі чемпіонів.

#### 2014—2015
Перед початком сезону новий головний тренер «Манчестер Юнайтед» Луї ван Гал призначив Руні капітаном команди, замість Неманьї Видича, який перейшов у «Інтер». 14 вересня Вейн забив гол у ворота «Квінз Парк Рейнджерс», який став для нього 175-м в англійській Прем'єр-лізі. За цим показником він зрівнявся з Тьєррі Анрі і вийшов на третє місце в списку бомбардирів Прем'єр-ліги за всю історію. 27 вересня 2014 року в грі з «Вест Гем Юнайтед» Вейн Руні атакував ззаду півзахисника «молотобійців» Стюарта Даунінга, за що отримав пряму червону картку і дискваліфікацію на три матчі. Відбувши дискваліфікацію, Вейн повернувся на поле у принциповому матчі з «Манчестер Сіті». 22 листопада нападник забив переможний гол у ворота «Арсеналу», скориставшись передачею Анхеля Ді Марії. 14 грудня Руні відкрив рахунок в матчі з «Ліверпулем», який завершився перемогою «Юнайтед» з рахунком 3:0.

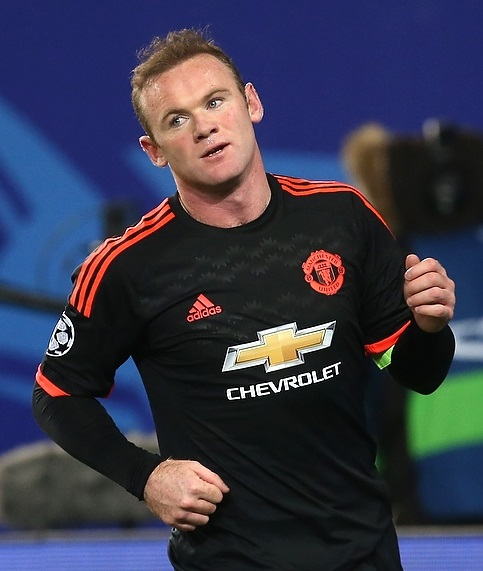
Вейн Руні у 2015 році

26 грудня Вейн відзначився двома голами і гольовою передачею на Робіна ван Персі в матчі з «Ньюкасл Юнайтед», принісши «Манчестер Юнайтед» перемогу з рахунком 3:1. За підсумками грудня вболівальники «Манчестер Юнайтед» визнали Руні найкращим гравцем місяця.
Протягом сезону Луї ван Гал використовував Руні як на позиції нападника, так і центрального півзахисника.
За підсумками сезону 2014/15 Руні став найкращим бомбардиром «Манчестер Юнайтед», забивши 12 голів у Прем'єр-лізі і ще 2 — в Кубку Англії.

#### 2015—2016
Сезон 2015—2016 Руні почав на позиції єдиного нападника, але не міг забити впродовж чотирьох стартових ігор сезону. 26 серпня 2015 року Вейн перервав свою гольову «посуху», яка тривала 878 хвилин, забивши три голи у ворота «Брюгге» в матчі кваліфікаційного раунду Ліги чемпіонів. Це був його другий хет-трик у Лізі чемпіонів УЄФА після дебютного матчу за «Манчестер Юнайтед» проти «Фенербахче» у 2004 році. Перший свій гол у чемпіонаті капітан «червоних дияволів» забив у ворота «Сандерленда» з передачі Антоні Марсьяля, перервавши свою одинадцятиматчеву безгольову серію в Прем'єр-лізі. 19 грудня Вейн провів свою 500-у гру за «Манчестер Юнайтед», зігравши в матчі проти «Норвіч Сіті».
Початок 2016 року для Руні став результативним: він зумів відзначитися в трьох перших матчах року, двічі записуючи на свій рахунок переможні голи (в матчі Прем'єр-ліги проти «Суонсі Сіті» 2 січня і в матчі Кубка Англії проти «Шеффілд Юнайтед» 9 січня). 12 січня в матчі з «Ньюкасл Юнайтед» Вейн оформив «дубль», а також віддав гольову передачу на Джессі Лінгарда; гра завершилася з рахунком 3:3. 17 січня 2016 року Вейн забив переможний гол у ворота «Ліверпуля» (цей гол став єдиним у матчі, який завершився з рахунком 1:0), побивши тим самим рекорд Тьєррі Анрі за голами, забитими за одну команду в Прем'єр-лізі (на рахунку Руні їх стало 176, тоді як колишній рекорд Анрі становив 175 голів).
У середині лютого Руні зазнав травми й вибув з ладу на два місяці. Повернутися на поле йому вдалося лише 13 квітня в кубковому матчі проти «Вест Гем Юнайтед», вийшовши на заміну на останні хвилини матчу. В останніх матчах сезону Вейн перейшов на позицію центрального півзахисника. За словами капітана «Манчестер Юнайтед» йому хотілося б стати «новим Полом Скоулзом» для команди, взявши на себе роль диспетчера передач, що забезпечує ширину атаки. У новій ролі Руні зміг проявити себе наприкінці сезону. В останньому матчі чемпіонату Англії проти «Борнмута» він був визнаний гравцем матчу, забивши гол, а також віддавши гольову і передгольову передачі. У фіналі Кубка Футбольної асоціації капітана «червоних дияволів» також був визнаний гравцем матчу, зумівши особистим прикладом переламати матч, який невдало складався для команди — невдовзі після пропущеного м'яча від Джейсона Панчеона Руні здійснив сольний прохід з глибини поля, обігравши кількох гравців «Крістал Пелес» і віддавши навісну передачу на Маруана Феллайні, який скинув м'яч під удар Хуану Маті, який став гольовим. Завдяки цьому голу, матч перейшов у додатковий час, у якому «Манчестер Юнайтед» зміг забити ще один гол зусиллями Джессі Лінгард, попри видалення Кріса Смоллінга, і виграти трофей. Під час нагородження Руні як капітан команди взяв кубок з рук принца Вільяма і спільно з віце-капітаном Майклом Карріком продемонстрував завойований трофей уболівальникам.

#### 2016—2017
У сезоні 2016—2017 «Манчестер Юнайтед» виступав під керівництвом нового головного тренера: Луї ван Гала змінив португалець Жозе Моурінью. На початку сезону Руні зберіг за собою капітанську пов'язку і місце в стартовому складі. 7 серпня Вейн завоював свій 14-й трофей у складі «Юнайтед», обігравши «Лестер Сіті» в Суперкубку Англії. У першому турі Прем'єр-ліги Вейн забив у ворота «Борнмута», чим допоміг своїй команді здобути перемогу з рахунком 3:1. 19 серпня в матчі другого туру Прем'єр-ліги проти «Саутгемптона» Руні віддав гольову передачу на Златана Ібрагімовича; зустріч завершилася з рахунком 2:0 на користь «червоних дияволів». Ця гра стала для Руні 600-ю на клубному рівні (Вейн провів 523-й матч у складі «Манчестер Юнайтед» і ще 77 матчів за «Евертон»).
3 листопада 2016 року в матчі групового етапу Ліги Європи проти «Фенербахче» Руні забив свій 38-й гол у єврокубках, порівнявшись за цим показником з клубним рекордом Руда ван Ністелроя. 6 листопада 2016 року в матчі чемпіонату Англії проти «Свонсі Сіті» Руні зробив дві гольові передачі, завдяки чому став третім гравцем в історії Прем'єр-ліги, які віддали 100 гольових передач, після Райана Гіггза (162) і Френка Лемпарда (102).

#### 2017-2022
У липні 2017 року Руні повернувся до свого рідного клубу «Евертону», підписавши з ним двохрічний контракт.
З липня 2022 року є головним тренером клубу Ді Сі Юнайтед (Вашингтон).

## Кар'єра в збірній

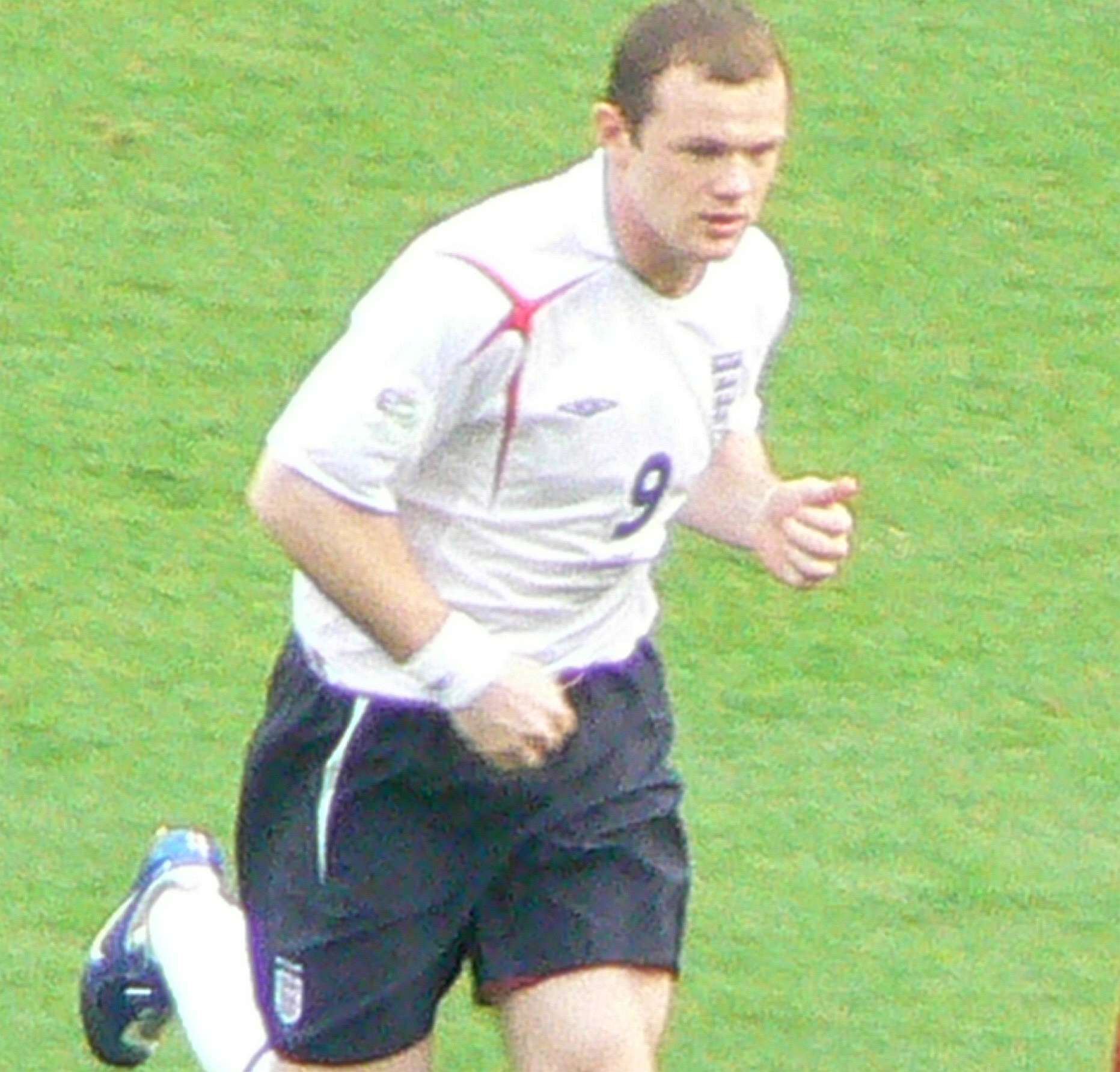
Руні у матчі за збірну Англії 2006 року

Перед викликом у першу збірну Руні виступав за збірні Англії до 15, до 17 і до 19 років. 2002 року взяв участь у чемпіонаті Європи для гравців до 17 років. У матчі за третє місце проти іспанців Руні зробив хет-трик, чим допоміг здобути перемогу англійцям з рахунком 4:1 та завоювати бронзові медалі<. Загалом на турнірі він забив 5 м'ячів.
На початку 2003 року Руні викликали в основну збірну Англії. Його дебют за збірну відбувся 12 лютого 2003 року. Він став наймолодшим гравцем збірної Англії, вийшовши на поле в товариському матчі проти збірної Австралії у 17 років та 111 днів (три роки по тому рекорд побив Тео Волкотт, який вийшов на заміну в товариському матчі збірної Англії проти збірної Угорщини у 17 років та 75 днів). 6 вересня 2003 року Вейн став наймолодшим автором гола в історії збірної, відзначившись у матчі проти Македонії коли йому було 17 років і 317 днів.
У 2004 році Руні в складі збірної Англії взяв участь в чемпіонаті Європи в Португалії. 17 червня 2004 року Вейн став наймолодшим автором гола в історії фінальних турнірів чемпіонату Європи, зробивши «дубль» у матчі проти збірної Швейцарії. Проте, вже через чотири дні швейцарець Йоган Фонлантен побив цей рекорд, забивши гол у ворота збірної Франції. У першому таймі чвертьфінального матчу проти збірної Португалії Руні зазнав травми і змушений був залишити поле, а Англія програла цю зустріч за пенальті.
29 квітня 2006 року Руні зазнав травми наприкінці матчу англійського чемпіонату проти «Челсі». Після медичного обстеження з'ясувалося, що в зіткненні з Паулу Феррейрою нападник зазнав перелому плеснової кістки стопи і його участь в чемпіонаті світу 2006 року перебуває під питанням. Культовий статус Руні і його ключова роль в національній збірній зробили з його відновлення після травми цілу епопею, яку активно освітлювала англійська преса. Пропустивши перший груповий матч чемпіонату світу проти Парагваю, Руні зміг вийти на заміну у другому груповому матчі проти збірної Тринідаду і Тобаго, а третю групову гру проти Швеції Вейн почав у стартовому складі разом з партнером по атаці Майклом Оуеном. Чемпіонат світу виявився невдалим для Руні і для його збірної: у чвертьфінальному матчі проти Португалії арбітр вилучив Вейна за грубу гру проти Рікарду Карвалью, а Англія залишила турнір, поступившись португальцям у серії післяматчевих пенальті.

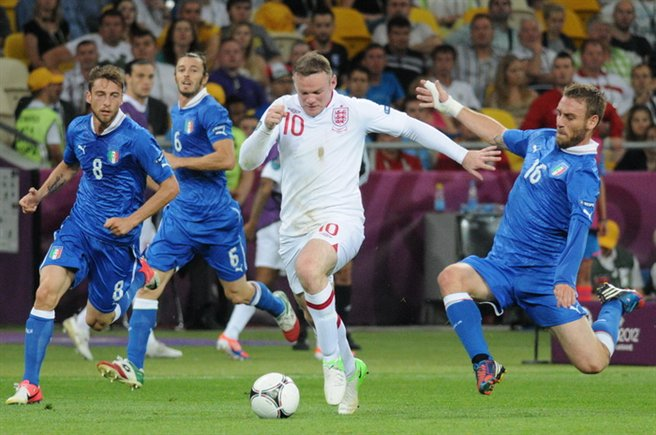
Руні в матчі проти збірної Італії на Євро-2012

Під керівництвом Стіва Макларена Англія не змогла кваліфікуватися на Євро-2008. У наступному відбірковому циклі, вже до чемпіонату світу 2010 року, Англія під керівництвом Фабіо Капелло без проблем посіла перше місце в групі, діставши пряму путівку у фінальну частину чемпіонату в ПАР. Загалом у відбірковому циклі до чемпіонату світу Руні забив 9 м'ячів. На самому чемпіонаті світу він не зміг забити жодного голу, а Англія вилетіла з розіграшу турніру в 1/8 фіналу, поступившись Німеччині.
Англія кваліфікувалася на Євро-2012, посівши перше місце у своїй відбірковій групі. У заключному матчі відбіркового етапу проти Чорногорії 7 жовтня арбітр вилучив Руні за грубий фол проти Миодрага Джудовича, після чого дисциплінарний комітет УЄФА ухвалив рішення про дискваліфікації Вейна на 3 матчі групового етапу Євро-2012. Футбольна асоціація подала апеляцію в УЄФА з проханням скоротити термін дискваліфікації. 8 грудня УЄФА задовольнив апеляцію, скоротивши термін дискваліфікації Руні до двох матчів. Відбувши строк дискваліфікації, 19 червня Вейн вийшов на поле в заключному матчі групового етапу проти збірної України, забивши єдиний гол у цій зустрічі, який дозволив Англії вийти у чвертьфінал. У чвертьфінальному матчі проти збірної Італії в основний і додатковий час голів забито не було, після чого була серія післяматчевих пенальті. Руні реалізував свій удар з одинадцятиметрової позначки, однак через промахи Ешлі Янга та Ешлі Коула англійці програли з рахунком 2:4.
12 вересня 2012 року в матчі відбіркового турніру до чемпіонату світу проти збірної Сан-Марино забив свій 30-й і 31-й голи за збірну, після чого увійшов до п'ятірки найкращих бомбардирів національної команди, обійшовши Тома Фінні, Нета Лофтгауса і Алана Ширера. Також в цій зустрічі він вперше вивів на поле збірну Англії з капітанською пов'язкою у матчі, що мав турнірне значення. Проте, сам же чемпіонат світу склався для англійців вкрай невдало: вони посіли останнє місце в групі, набравши лише одне очко в матчі з Коста-Рикою, а сам Вейн відзначився однією гольовою передачею в матчі з італійцями, а також забитим м'ячем у ворота збірної Уругваю.
28 серпня 2014 року головний тренер збірної Англії Рой Годжсон призначив Вейна Руні новим капітаном збірної. Матч проти збірної Словенії, зіграний 15 листопада 2014 року, став для Руні сотим за національну команду. У цьому матчі нападник забив гол, а англійці здобули перемогу з рахунком 3:1.
8 вересня 2015 року в матчі зі збірною Швейцарії Руні забив свій 50-й гол за збірну і став найкращим бомбардиром в історії національної команди, побивши рекорд Боббі Чарлтона (49 голів), який протримався 45 років.
У травні 2016 року Рой Годжсон включив Руні в розширений список заявки збірної Англії для виступу на чемпіонаті Європи у Франції на позицію нападника нападника. Втім, футбольні експерти зустріли включення Вейна в список форвардів по-різному: Алан Ширер в інтерв'ю BBC заявив, що Руні повинен поступитися місцем у нападі Гаррі Кейну і Джеймі Варді, тоді як експерт Sky Sports Пол Скоулз вказав, що Вейн повинен бути в стартовому складі як атакувальний півзахисник або відтягнутий форвард. Громадськість також сприйняла включення Руні до складу збірної неоднозначно через малорезультативний сезон Вейна в «Манчестер Юнайтед», але експерт Sky Sports Тьєррі Анрі заявив, що наявність Руні в команді необхідна через його авторитет і досвід, які допоможуть молодим гравцям впоратися з тиском у відповідальний момент. Сам капітан збірної заявив, що гордий грати за свою країну і йому хотілося б виграти трофеї з Англією, а стосовно своєї позиції на полі, згідно з даними журналістів, він попросив головного тренера Роя Годжсона використовувати його на позиції центрального або опорного півзахисника.

## Завершення кар'єри в збірній
В кінці серпня 2017 року Вейн Руні оголосив про завершення виступів за збірну Англії з футболу.
«Було дуже приємно, що головний тренер подзвонив мені цього тижня і запропонував повернутися у збірну на найближчі поєдинки. Я дійсно дуже це ціную.
Однак поміркувавши якийсь час, сказав йому, що вирішив закінчити з виступами за національну команду. Це дійсно непросте рішення, обговорив його з родиною, близькими і менеджером „Евертона“ Рональдом Куманом.
Виступи за Англію для мене були завжди особливими. Щоразу, коли мене кликали у збірну, це було для мене великою честю. Вдячний всім, хто мені допомагав. Але тепер я вважаю, що прийшов час закінчувати з виступами.
Завжди буду вірним збірній. Єдине, про що шкодую — то це про те, що з Англією нам не вдалося досягти значних успіхів.
Сподіваюся, ті гравці, які є в розпорядженні Гарета Саутгейта, допоможуть йому в досягненні завдань. Одного разу моя мрія втілиться в реальність, і я спостерігатиму за матчами збірної як уболівальник або в якомусь іншому статусі», — заявив Вейн Руні.
Останній матч за збірну Вейн Руні провів 15 листопада 2018 року на Вемблі проти збірної США, вийшовши на заміну на 58 хвилині.

### Матчі Вейна Руні за збірну Англії
| Матчі та голи Вейна Руні за збірну Англії | Матчі та голи Вейна Руні за збірну Англії | Матчі та голи Вейна Руні за збірну Англії | Матчі та голи Вейна Руні за збірну Англії | Матчі та голи Вейна Руні за збірну Англії | Матчі та голи Вейна Руні за збірну Англії | Матчі та голи Вейна Руні за збірну Англії |
| ----------------------------------------- | ----------------------------------------- | ----------------------------------------- | ----------------------------------------- | ----------------------------------------- | ----------------------------------------- | ----------------------------------------- |
| №                                         | Дата                                      | Місце проведення                          | Суперник                                  | Рахунок                                   | Голи Руні                                 | Змагання                                  |
| 1                                         | 12 лютого 2003                            | Болейн Граунд, Лондон                     | Австралія                                 | 1:3                                       | -                                         | Товариський матч                          |
| 2                                         | 29 березня 2003                           | Райнпарк, Вадуц                           | Ліхтенштейн                               | 2:0                                       | -                                         | Відбіркові матчі ЧЄ-2004                  |
| 3                                         | 2 квітня 2003                             | Стедіум оф Лайт, Сандерленд               | Туреччина                                 | 2:0                                       | -                                         | Відбіркові матчі ЧЄ-2004                  |
| 4                                         | 3 червня 2003                             | Кінг Павер Стедіум, Лестер                | Сербія та Чорногорія                      | 2:1                                       | -                                         | Товариський матч                          |
| 5                                         | 11 червня 2003                            | Ріверсайд, Мідлсбро                       | Словаччина                                | 2:1                                       | -                                         | Відбіркові матчі ЧЄ-2004                  |
| 6                                         | 6 вересня 2003                            | Міський стадіон, Скоп'є                   | Північна Македонія                        | 2:1                                       | 1                                         | Відбіркові матчі ЧЄ-2004                  |
| 7                                         | 10 вересня 2003                           | Олд Траффорд, Манчестер                   | Ліхтенштейн                               | 2:0                                       | 1                                         | Відбіркові матчі ЧЄ-2004                  |
| 8                                         | 11 жовтня 2003                            | Шюкрю Сараджоглу, Стамбул                 | Туреччина                                 | 0:0                                       | -                                         | Відбіркові матчі ЧЄ-2004                  |
| 9                                         | 16 листопада 2003                         | Олд Траффорд, Манчестер                   | Данія                                     | 2:3                                       | 1                                         | Товариський матч                          |
| 10                                        | 18 лютого 2004                            | Алгарве, Фару                             | Португалія                                | 1:1                                       | -                                         | Товариський матч                          |
| 11                                        | 31 березня 2004                           | Уллеві, Гетеборг                          | Швеція                                    | 0:1                                       | -                                         | Товариський матч                          |
| 12                                        | 1 червня 2004                             | Сіті оф Манчестер, Манчестер              | Японія                                    | 1:1                                       | -                                         | Літній турнір Англії                      |
| 13                                        | 5 червня 2004                             | Сіті оф Манчестер, Манчестер              | Ісландія                                  | 6:1                                       | 2                                         | Літній турнір Англії                      |
| 14                                        | 13 червня 2004                            | Да Луж, Лісабон                           | Франція                                   | 1:2                                       | -                                         | Фінальні матчі ЧЄ-2004                    |
| 15                                        | 17 червня 2004                            | Сьюдад-де-Коїмбра, Коїмбра                | Швейцарія                                 | 3:0                                       | 2                                         | Фінальні матчі ЧЄ-2004                    |
| 16                                        | 21 червня 2004                            | Да Луж, Лісабон                           | Хорватія                                  | 4:2                                       | 2                                         | Фінальні матчі ЧЄ-2004                    |
| 17                                        | 24 червня 2004                            | Да Луж, Лісабон                           | Португалія                                | 2:2                                       | -                                         | Фінальні матчі ЧЄ-2004                    |
| 18                                        | 9 жовтня 2004                             | Олд Траффорд, Манчестер                   | Уельс                                     | 2:0                                       | -                                         | Відбіркові матчі ЧС-2006                  |
| 19                                        | 13 жовтня 2004                            | Стадіон Тофіка Бахрамова, Баку            | Азербайджан                               | 1:0                                       | -                                         | Відбіркові матчі ЧС-2006                  |
| 20                                        | 17 листопада 2004                         | Сантьяго Бернабеу, Мадрид                 | Іспанія                                   | 0:1                                       | -                                         | Товариський матч                          |
| 21                                        | 9 лютого 2005                             | Вілла Парк, Бірмінгем                     | Нідерланди                                | 0:0                                       | -                                         | Товариський матч                          |
| 22                                        | 26 березня 2005                           | Олд Траффорд, Манчестер                   | Північна Ірландія                         | 4:0                                       | -                                         | Відбіркові матчі ЧС-2006                  |
| 23                                        | 30 березня 2005                           | Сент-Джеймс Парк, Ньюкасл                 | Азербайджан                               | 2:0                                       | -                                         | Відбіркові матчі ЧС-2006                  |
| 24                                        | 17 серпня 2005                            | Паркен, Копенгаген                        | Данія                                     | 1:4                                       | 1                                         | Товариський матч                          |
| 25                                        | 3 вересня 2005                            | Мілленіум, Кардіфф                        | Уельс                                     | 1:0                                       | -                                         | Відбіркові матчі ЧС-2006                  |
| 26                                        | 7 вересня 2005                            | Віндзор Парк, Белфаст                     | Північна Ірландія                         | 0:1                                       | -                                         | Відбіркові матчі ЧС-2006                  |
| 27                                        | 12 жовтня 2005                            | Олд Траффорд, Манчестер                   | Польща                                    | 2:1                                       | -                                         | Відбіркові матчі ЧС-2006                  |
| 28                                        | 12 листопада 2005                         | Стад де Женев, Женева                     | Аргентина                                 | 3:2                                       | 1                                         | Товариський матч                          |
| 29                                        | 1 березня 2006                            | Енфілд, Ліверпуль                         | Уругвай                                   | 2:1                                       | -                                         | Товариський матч                          |
| 30                                        | 15 червня 2006                            | Франкенштадіон, Нюрнберг                  | Тринідад і Тобаго                         | 2:0                                       | -                                         | Фінальні матчі ЧС-2006                    |
| 31                                        | 20 червня 2006                            | Рейн Энергі, Кельн                        | Швеція                                    | 2:2                                       | -                                         | Фінальні матчі ЧС-2006                    |
| 32                                        | 25 червня 2006                            | Мерседес-Бенц Арена, Штутгарт             | Еквадор                                   | 1:0                                       | -                                         | Фінальні матчі ЧС-2006                    |
| 33                                        | 1 липня 2006                              | Фельтінс-Арена, Гельзенкірхен             | Португалія                                | 0:0                                       | -                                         | Фінальні матчі ЧС-2006                    |
| 34                                        | 7 жовтня 2006                             | Олд Траффорд, Манчестер                   | Північна Македонія                        | 0:0                                       | -                                         | Відбіркові матчі ЧЄ-2008                  |
| 35                                        | 11 жовтня 2006                            | Максимір, Загреб                          | Хорватія                                  | 0:2                                       | -                                         | Відбіркові матчі ЧЄ-2008                  |
| 36                                        | 15 листопада 2006                         | Амстердам-Арена, Амстердам                | Нідерланди                                | 1:1                                       | 1                                         | Товариський матч                          |
| 37                                        | 24 березня 2007                           | Рамат-Ган, Тель-Авів                      | Ізраїль                                   | 0:0                                       | -                                         | Відбіркові матчі ЧЄ-2008                  |
| 38                                        | 28 березня 2007                           | Олімпійський стадіон, Барселона           | Андорра                                   | 3:0                                       | -                                         | Відбіркові матчі ЧЄ-2008                  |
| 39                                        | 13 жовтня 2007                            | Вемблі, Лондон                            | Естонія                                   | 3:0                                       | 1                                         | Відбіркові матчі ЧЄ-2008                  |
| 40                                        | 17 жовтня 2007                            | Лужники, Москва                           | Росія                                     | 1:2                                       | 1                                         | Відбіркові матчі ЧЄ-2008                  |
| 41                                        | 6 лютого 2008                             | Вемблі, Лондон                            | Швейцарія                                 | 2:1                                       | -                                         | Товариський матч                          |
| 42                                        | 26 березня 2008                           | Стад де Франс, Париж                      | Франція                                   | 0:1                                       | -                                         | Товариський матч                          |
| 43                                        | 28 травня 2008                            | Вемблі, Лондон                            | США                                       | 2:0                                       | -                                         | Товариський матч                          |
| 44                                        | 20 серпня 2008                            | Вемблі, Лондон                            | Чехія                                     | 2:2                                       | -                                         | Товариський матч                          |
| 45                                        | 6 вересня 2008                            | Олімпійський стадіон, Барселона           | Андорра                                   | 2:0                                       | -                                         | Відбіркові матчі ЧС-2010                  |
| 46                                        | 10 вересня 2008                           | Максимір, Загреб                          | Хорватія                                  | 4:1                                       | 1                                         | Відбіркові матчі ЧС-2010                  |
| 47                                        | 11 жовтня 2008                            | Вемблі, Лондон                            | Казахстан                                 | 5:1                                       | 2                                         | Відбіркові матчі ЧС-2010                  |
| 48                                        | 15 жовтня 2008                            | Динамо, Мінськ                            | Білорусь                                  | 3:1                                       | 2                                         | Відбіркові матчі ЧС-2010                  |
| 49                                        | 28 березня 2009                           | Вемблі, Лондон                            | Словаччина                                | 4:0                                       | 2                                         | Товариський матч                          |
| 50                                        | 1 квітня 2009                             | Вемблі, Лондон                            | Україна                                   | 2:1                                       | -                                         | Відбіркові матчі ЧС-2010                  |
| 51                                        | 6 червня 2009                             | Центральний стадіон, Алма-Ата             | Казахстан                                 | 4:0                                       | 1                                         | Відбіркові матчі ЧС-2010                  |
| 52                                        | 10 червня 2009                            | Вемблі, Лондон                            | Андорра                                   | 6:0                                       | 2                                         | Відбіркові матчі ЧС-2010                  |
| 53                                        | 12 серпня 2009                            | Амстердам АренА, Амстердам                | Нідерланди                                | 2:2                                       | -                                         | Товариський матч                          |
| 54                                        | 5 вересня 2009                            | Вемблі, Лондон                            | Словенія                                  | 2:1                                       | -                                         | Товариський матч                          |
| 55                                        | 9 вересня 2009                            | Вемблі, Лондон                            | Хорватія                                  | 5:1                                       | 1                                         | Відбіркові матчі ЧС-2010                  |
| 56                                        | 10 жовтня 2009                            | Дніпро-Арена, Дніпро                      | Україна                                   | 0:1                                       | -                                         | Відбіркові матчі ЧС-2010                  |
| 57                                        | 14 листопада 2009                         | Халіфа, Доха                              | Бразилія                                  | 0:1                                       | -                                         | Товариський матч                          |
| 58                                        | 3 березня 2010                            | Вемблі, Лондон                            | Єгипет                                    | 3:1                                       | -                                         | Товариський матч                          |
| 59                                        | 24 травня 2010                            | Вемблі, Лондон                            | Мексика                                   | 3:1                                       | -                                         | Товариський матч                          |
| 60                                        | 30 травня 2010                            | UPC-Арена, Грац                           | Японія                                    | 2:1                                       | -                                         | Товариський матч                          |
| 61                                        | 12 червня 2010                            | Роял Бафокенг, Рюстенбург                 | США                                       | 1:1                                       | -                                         | Фінальні матчі ЧС-2010                    |
| 62                                        | 18 червня 2010                            | Грін Пойнт, Кейптаун                      | Алжир                                     | 0:0                                       | -                                         | Фінальні матчі ЧС-2010                    |
| 63                                        | 23 червня 2010                            | Нельсон Мандела Бей, Порт-Елізабет        | Словенія                                  | 1:0                                       | -                                         | Фінальні матчі ЧС-2010                    |
| 64                                        | 27 червня 2010                            | Фрі-Стейт, Блумфонтейн                    | Німеччина                                 | 1:4                                       | -                                         | Фінальні матчі ЧС-2010                    |
| 65                                        | 11 серпня 2010                            | Вемблі, Лондон                            | Угорщина                                  | 2:1                                       | -                                         | Товариський матч                          |
| 66                                        | 3 вересня 2010                            | Вемблі, Лондон                            | Болгарія                                  | 4:0                                       | -                                         | Відбіркові матчі ЧЄ-2012                  |
| 67                                        | 7 вересня 2010                            | Санкт-Якоб Парк, Базель                   | Швейцарія                                 | 3:1                                       | 1                                         | Відбіркові матчі ЧЄ-2012                  |
| 68                                        | 12 жовтня 2010                            | Вемблі, Лондон                            | Чорногорія                                | 0:0                                       | -                                         | Відбіркові матчі ЧЄ-2012                  |
| 69                                        | 9 лютого 2011                             | Паркен, Копенгаген                        | Данія                                     | 2:1                                       | -                                         | Товариський матч                          |
| 70                                        | 26 березня 2011                           | Мілленіум, Кардіфф                        | Уельс                                     | 2:0                                       | -                                         | Відбіркові матчі ЧЄ-2012                  |
| 71                                        | 2 вересня 2011                            | Васил Левський, Софія                     | Болгарія                                  | 3:0                                       | 2                                         | Відбіркові матчі ЧЄ-2012                  |
| 72                                        | 6 вересня 2011                            | Вемблі, Лондон                            | Уельс                                     | 1:0                                       | -                                         | Відбіркові матчі ЧЄ-2012                  |
| 73                                        | 7 жовтня 2011                             | Под Горицом, Подгориця                    | Чорногорія                                | 2:2                                       | -                                         | Відбіркові матчі ЧЄ-2012                  |
| 74                                        | 2 червня 2012                             | Вемблі, Лондон                            | Бельгія                                   | 1:0                                       | -                                         | Товариський матч                          |
| 75                                        | 19 червня 2012                            | Донбас Арена, Донецьк                     | Україна                                   | 1:0                                       | 1                                         | Фінальні матчі ЧЄ-2012                    |
| 76                                        | 24 червня 2012                            | Олімпійський стадіон, Київ                | Італія                                    | 0:0                                       | -                                         | Фінальні матчі ЧЄ-2012                    |
| 77                                        | 12 жовтня 2012                            | Вемблі, Лондон                            | Сан-Марино                                | 5:0                                       | 2                                         | Відбіркові матчі ЧС-2014                  |
| 78                                        | 17 жовтня 2012                            | Національний стадіон, Варшава             | Польща                                    | 1:1                                       | 1                                         | Відбіркові матчі ЧС-2014                  |
| 79                                        | 6 лютого 2013                             | Вемблі, Лондон                            | Бразилія                                  | 2:1                                       | 1                                         | Товариський матч                          |
| 80                                        | 23 березня 2013                           | Олімпійський стадіон, Серравалле          | Сан-Марино                                | 8:0                                       | 1                                         | Відбіркові матчі ЧС-2014                  |
| 81                                        | 26 березня 2013                           | Под Горицом, Подгориця                    | Чорногорія                                | 1:1                                       | 1                                         | Відбіркові матчі ЧС-2014                  |
| 82                                        | 29 травня 2013                            | Вемблі, Лондон                            | Ірландія                                  | 1:1                                       | -                                         | Товариський матч                          |
| 83                                        | 2 червня 2013                             | Маракана, Ріо-де-Жанейро                  | Бразилія                                  | 2:2                                       | 1                                         | Товариський матч                          |
| 84                                        | 14 серпня 2013                            | Вемблі, Лондон                            | Шотландія                                 | 3:2                                       | -                                         | Товариський матч                          |
| 85                                        | 11 жовтня 2013                            | Вемблі, Лондон                            | Чорногорія                                | 4:1                                       | 1                                         | Відбіркові матчі ЧС-2014                  |
| 86                                        | 15 жовтня 2013                            | Вемблі, Лондон                            | Польща                                    | 2:0                                       | 1                                         | Відбіркові матчі ЧС-2014                  |
| 87                                        | 15 листопада 2013                         | Вемблі, Лондон                            | Чилі                                      | 0:2                                       | -                                         | Товариський матч                          |
| 88                                        | 19 листопада 2013                         | Вемблі, Лондон                            | Німеччина                                 | 0:1                                       | -                                         | Товариський матч                          |
| 89                                        | 5 березня 2014                            | Вемблі, Лондон                            | Данія                                     | 1:0                                       | -                                         | Товариський матч                          |
| 90                                        | 30 травня 2014                            | Вемблі, Лондон                            | Перу                                      | 3:0                                       | -                                         | Товариський матч                          |
| 91                                        | 4 червня 2014                             | Сан Лайф Стедіум, Маямі                   | Еквадор                                   | 2:2                                       | 1                                         | Товариський матч                          |
| 92                                        | 7 червня 2014                             | Сан Лайф Стедіум, Маямі                   | Гондурас                                  | 0:0                                       | -                                         | Товариський матч                          |
| 93                                        | 14 червня 2014                            | Амазонія, Манаус                          | Італія                                    | 1:2                                       | -                                         | Фінальні матчі ЧС-2014                    |
| 94                                        | 19 червня 2014                            | Арена Корінтіанс, Сан-Паулу               | Уругвай                                   | 1:2                                       | 1                                         | Фінальні матчі ЧС-2014                    |
| 95                                        | 24 червня 2014                            | Мінейран, Белу-Оризонті                   | Коста-Рика                                | 0:0                                       | -                                         | Фінальні матчі ЧС-2014                    |
| 96                                        | 3 вересня 2014                            | Вемблі, Лондон                            | Норвегія                                  | 1:0                                       | 1                                         | Товариський матч                          |
| 97                                        | 8 вересня 2014                            | Санкт-Якоб Парк, Базель                   | Швейцарія                                 | 2:0                                       | -                                         | Відбіркові матчі ЧЄ-2016                  |
| 98                                        | 9 жовтня 2014                             | Вемблі, Лондон                            | Сан-Марино                                | 5:0                                       | 1                                         | Відбіркові матчі ЧЄ-2016                  |
| 99                                        | 12 жовтня 2014                            | А. Ле Кок Арена, Таллінн                  | Естонія                                   | 1:0                                       | 1                                         | Відбіркові матчі ЧЄ-2016                  |
| 100                                       | 15 листопада 2014                         | Вемблі, Лондон                            | Словенія                                  | 3:1                                       | 1                                         | Відбіркові матчі ЧЄ-2016                  |
| 101                                       | 18 листопада 2014                         | Селтік Парк, Глазго                       | Шотландія                                 | 3:1                                       | 2                                         | Товариський матч                          |
| 102                                       | 27 березня 2015                           | Вемблі, Лондон                            | Литва                                     | 4:0                                       | 1                                         | Відбіркові матчі ЧЄ-2016                  |
| 103                                       | 31 березня 2015                           | Ювентус Стедіум, Турин                    | Італія                                    | 1:1                                       | -                                         | Товариський матч                          |
| 104                                       | 7 червня 2015                             | Авіва, Дублін                             | Ірландія                                  | 0:0                                       | -                                         | Товариський матч                          |
| 105                                       | 14 червня 2015                            | Арена Стожице, Любляна                    | Словенія                                  | 3:2                                       | 1                                         | Відбіркові матчі ЧЄ-2016                  |
| 106                                       | 5 вересня 2015                            | Олімпійський стадіон, Серравалле          | Сан-Марино                                | 6:0                                       | 1                                         | Відбіркові матчі ЧЄ-2016                  |
| 107                                       | 8 вересня 2015                            | Вемблі, Лондон                            | Швейцарія                                 | 2:0                                       | 1                                         | Відбіркові матчі ЧЄ-2016                  |
| 108                                       | 13 листопада 2015                         | Хосе Ріко Перес, Аліканте                 | Іспанія                                   | 0:2                                       | -                                         | Товариський матч                          |
| 109                                       | 17 листопада 2015                         | Вемблі, Лондон                            | Франція                                   | 2:0                                       | 1                                         | Товариський матч                          |
| 110                                       | 27 травня 2016                            | Стедіум оф Лайт, Сандерленд               | Австралія                                 | 2:1                                       | 1                                         | Товариський матч                          |
| 111                                       | 2 червня 2016                             | Вемблі, Лондон                            | Португалія                                | 1:0                                       | -                                         | Товариський матч                          |
| 112                                       | 11 червня 2016                            | Велодром, Марсель                         | Росія                                     | 1:1                                       | -                                         | Фінальні матчі ЧЄ-2016                    |
| 113                                       | 16 червня 2016                            | Боллар-Делеліс, Ланс                      | Уельс                                     | 2:1                                       | -                                         | Фінальні матчі ЧЄ-2016                    |
| 114                                       | 20 червня 2016                            | Жоффруа Гішар, Сент-Етьєн                 | Словаччина                                | 0:0                                       | -                                         | Фінальні матчі ЧЄ-2016                    |
| 115                                       | 27 червня 2016                            | Альянц Рив'єра, Ніцца                     | Ісландія                                  | 1:2                                       | 1                                         | Фінальні матчі ЧЄ-2016                    |
| 116                                       | 4 вересня 2016                            | Стадіон Антона Малатинського, Трнава      | Словаччина                                | 1:0                                       | -                                         | Відбіркові матчі ЧС-2018                  |
| 117                                       | 8 жовтня 2016                             | Вемблі, Лондон                            | Мальта                                    | 2:0                                       | -                                         | Відбіркові матчі ЧС-2018                  |
| 118                                       | 11 жовтня 2016                            | Стожице, Любляна                          | Словенія                                  | 0:0                                       | -                                         | Відбіркові матчі ЧС-2018                  |
| 119                                       | 11 листопада 2016                         | Вемблі, Лондон                            | Шотландія                                 | 3:0                                       | -                                         | Відбіркові матчі ЧС-2018                  |
| 120                                       | 15 листопада 2018                         | Вемблі, Лондон                            | США                                       | 3:0                                       | -                                         | Товариський матч                          |

Загалом: 120 матчів / 53 голи; 72 перемоги, 29 нічиїх, 19 поразок.

## Стиль гри
Вейн Руні має високу працездатність, хороше бачення поля, точний дальній пас і поставлений удар. Попри те, що основною для нього є позиція нападника, він часто атакує з глибини, розганяє атаки з центру поля і по суті виконує функції плеймейкера. Крім того, він часто допомагає партнерам в захисті, відходячи на свою половину поля.
Завдяки універсалізму і різноманітності ігрових якостей Уейна, головний тренер «Манчестер Юнайтед» Алекс Фергюсон використовував його на різних позиціях: центрального нападника, відтягнутого форварда, атакувального півзахисника, крайнього лівого півзахисника і центрального півзахисника. Під керівництвом Луї ван Гала Руні також грав як на позиції нападника, так і в центрі півзахисту.
На початку своєї професійної кар'єри вирізнявся буйною вдачею і надмірною агресією на полі, часто сперечався з суддями та іншими гравцями, використовуючи нецензурну лексику, за що діставав багато попереджень і навіть вилучень, проте згодом став більш стриманим, що відзначили як тренери та експерти, так і сам Вейн.
Протягом кар'єри Уейн Руні співпрацював із кількома виробниками футбольних бутс. Граючи за «Евертон», Руні використав бутси від бренду Umbro (1999-2002). З переходом у «Манчестер Юнайтед» і протягом більшої частини своєї кар'єри він носив бутси Nike, починаючи з Nike Total 90. Цей бренд став його основним партнером аж до завершення кар'єри.

## Досягнення
Командні досягнення
 Манчестер Юнайтед.
- Чемпіон Прем'єр-ліги (5): 2006–07, 2007–08, 2008–09, 2010–11, 2012–13
- Володар Кубка Футбольної ліги (4): 2005-06, 2008-09, 2009-10, 2016-17
- Переможець Ліги чемпіонів УЄФА: 2007-08
- Переможець Ліги Європи УЄФА: 2016–17
- Володар Суперкубка Англії (6): 2007, 2008, 2010, 2011, 2013, 2016
- Переможець Клубного чемпіонату світу: 2008
- Володар Кубка Англії: 2015-16
- Володар Суперкубка Англії: 2016

Особисті досягнення
- Гравець місяця англійської прем'єр-ліги (5): лютий 2005, грудень 2005, березень 2006, листопад 2007, січень 2010
- Найкращий гравець Клубного чемпіонату світу: 2008
- Найкращий бомбардир Клубного чемпіонату світу: 2008
- Найкращий гравець Юнацького чемпіонату Європи (U-17): 2002
- Найкращий молодий гравець року за версією BBC Sports: 2002
- Найкращий молодий футболіст в Європі «Трофей Браво»: 2003
- Найкращий молодий футболіст в Європі «Golden Boy»: 2004
- Член символічної збірної УЕФА за підсумками Євро 2004: 2004
- Член «команди року» в Прем'єр-лізі за версією ПФА (2): 2005/06, 2009/10
- Володар призу сера Метта Басбі (2): 2005/06, 2009/10
- Найкращий молодий гравець світу за версією FIFPro: 2005
- Найкращий молодий гравець року за версією ПФА (2): 2005, 2006
- Найкращий гравець року в Англії за версією вболівальників (2): 2006, 2010
- Найкращий гравець в Англії за версією футболістів ПФА: 2010
- Футболіст року за версією Асоціації футбольних журналістів: 2010
- Автор найкращого голу сезону (Match of the Day) (2): 2005, 2007
- Гравець року в збірній Англії (2): 2008, 2009

## Статистика виступів

### Огляд кар'єри
| Команда            | Період             | Офіційні матчі | Офіційні матчі | Неофіційні матчі | Неофіційні матчі | Загалом | Загалом |
| Команда            | Період             | Матчі          | Голи           | Матчі            | Голи             | Матчі   | Голи    |
| ------------------ | ------------------ | -------------- | -------------- | ---------------- | ---------------- | ------- | ------- |
| Евертон            | 2002—2004 2015     | 77             | 17             | 13               | 8                | 90      | 25      |
| Манчестер Юнайтед  | 2004—              | 534            | 247            | 52               | 34               | 586     | 281     |
| Англія             | 2003—              | 118            | 53             | 1                | 1                | 119     | 54      |
| Англія (до 15)     | 2000—2001          | 4              | 2              | 0                | 0                | 4       | 2       |
| Англія (до 17)     | 2001—2002          | 12             | 7              | 0                | 0                | 12      | 7       |
| Англія (до 19)     | 2002               | 1              | 0              | 0                | 0                | 1       | 0       |
| Інші               | 2011               | -              | -              | 1                | 0                | 1       | 0       |
| Загалом за кар'єру | Загалом за кар'єру | 746            | 326            | 67               | 43               | 813     | 369     |

### Клубна кар'єра
| Клуб               | Сезон              | Ліга  | Ліга | Національні кубки | Національні кубки | Національні кубки | Національні кубки | Єврокубки | Єврокубки | Інші  | Інші | Загалом | Загалом | Товариські матчі | Товариські матчі | Загалом | Загалом |
| Клуб               | Сезон              | Ліга  | Ліга | Кубок Англії      | Кубок Англії      | Кубок ліги        | Кубок ліги        | Єврокубки | Єврокубки | Інші  | Інші | Загалом | Загалом | Товариські матчі | Товариські матчі | Загалом | Загалом |
| Клуб               | Сезон              | Матчі | Голи | Матчі             | Голи              | Матчі             | Голи              | Матчі     | Голи      | Матчі | Голи | Матчі   | Голи    | Матчі            | Голи             | Матчі   | Голи    |
| ------------------ | ------------------ | ----- | ---- | ----------------- | ----------------- | ----------------- | ----------------- | --------- | --------- | ----- | ---- | ------- | ------- | ---------------- | ---------------- | ------- | ------- |
| Евертон            | 2002–2003          | 33    | 6    | 1                 | 0                 | 3                 | 2                 | 0         | 0         | 0     | 0    | 37      | 8       | 9                | 8                | 46      | 16      |
| Евертон            | 2003–2004          | 34    | 9    | 3                 | 0                 | 3                 | 0                 | 0         | 0         | 0     | 0    | 40      | 9       | 3                | 0                | 43      | 9       |
| Евертон            | 2015—2016          | -     | -    | -                 | -                 | -                 | -                 | -         | -         | -     | -    | -       | -       | 1                | 0                | 1       | 0       |
| Евертон            | Загалом            | 67    | 15   | 4                 | 0                 | 6                 | 2                 | 0         | 0         | 0     | 0    | 77      | 17      | 13               | 8                | 90      | 25      |
| Манчестер Юнайтед  | 2004–2005          | 29    | 11   | 6                 | 3                 | 2                 | 0                 | 6         | 3         | 0     | 0    | 43      | 17      | 0                | 0                | 43      | 17      |
| Манчестер Юнайтед  | 2005–2006          | 36    | 16   | 3                 | 0                 | 4                 | 2                 | 5         | 1         | 0     | 0    | 48      | 19      | 7                | 2                | 55      | 21      |
| Манчестер Юнайтед  | 2006–2007          | 35    | 14   | 7                 | 5                 | 1                 | 0                 | 12        | 4         | 0     | 0    | 55      | 23      | 3                | 4                | 58      | 27      |
| Манчестер Юнайтед  | 2007–2008          | 27    | 12   | 4                 | 2                 | 0                 | 0                 | 11        | 4         | 1     | 0    | 43      | 18      | 7                | 6                | 50      | 24      |
| Манчестер Юнайтед  | 2008–2009          | 30    | 12   | 2                 | 1                 | 1                 | 0                 | 13        | 4         | 3     | 3    | 49      | 20      | 4                | 2                | 53      | 22      |
| Манчестер Юнайтед  | 2009–2010          | 32    | 26   | 1                 | 0                 | 3                 | 2                 | 7         | 5         | 1     | 1    | 44      | 34      | 7                | 3                | 51      | 37      |
| Манчестер Юнайтед  | 2010–2011          | 28    | 11   | 2                 | 1                 | 0                 | 0                 | 9         | 4         | 1     | 0    | 40      | 16      | 2                | 1                | 42      | 17      |
| Манчестер Юнайтед  | 2011–2012          | 34    | 27   | 1                 | 2                 | 0                 | 0                 | 7         | 5         | 1     | 0    | 43      | 34      | 7                | 6                | 50      | 40      |
| Манчестер Юнайтед  | 2012–2013          | 27    | 12   | 3                 | 3                 | 1                 | 0                 | 6         | 1         | 0     | 0    | 37      | 16      | 3                | 2                | 40      | 18      |
| Манчестер Юнайтед  | 2013–2014          | 29    | 17   | 0                 | 0                 | 2                 | 0                 | 9         | 2         | 0     | 0    | 40      | 19      | 0                | 0                | 40      | 19      |
| Манчестер Юнайтед  | 2014–2015          | 33    | 12   | 4                 | 2                 | 0                 | 0                 | 0         | 0         | 0     | 0    | 37      | 14      | 6                | 5                | 43      | 19      |
| Манчестер Юнайтед  | 2015–2016          | 28    | 8    | 5                 | 2                 | 2                 | 1                 | 6         | 4         | 0     | 0    | 41      | 15      | 4                | 1                | 45      | 16      |
| Манчестер Юнайтед  | 2016–2017          | 9     | 1    | 0                 | 0                 | 1                 | 0                 | 3         | 1         | 1     | 0    | 14      | 2       | 2                | 2                | 16      | 4       |
| Манчестер Юнайтед  | Загалом            | 377   | 179  | 38                | 21                | 17                | 5                 | 94        | 38        | 8     | 4    | 534     | 247     | 52               | 34               | 586     | 281     |
| Загалом за кар'єру | Загалом за кар'єру | 444   | 194  | 42                | 21                | 23                | 7                 | 94        | 38        | 8     | 4    | 611     | 264     | 65               | 42               | 676     | 306     |

(відкориговано за станом на 3 листопада 2016 року)

### Виступи за збірну
| Збірна             | Рік                | Відбіркові матчі ЧС | Відбіркові матчі ЧС | Фінальні матчі ЧС | Фінальні матчі ЧС | Відбіркові матчі ЧЄ | Відбіркові матчі ЧЄ | Фінальні матчі ЧЄ | Фінальні матчі ЧЄ | Товариські матчі | Товариські матчі | Загалом | Загалом |
| Збірна             | Рік                | Матчі               | Голи                | Матчі             | Голи              | Матчі               | Голи                | Матчі             | Голи              | Матчі            | Голи             | Матчі   | Голи    |
| ------------------ | ------------------ | ------------------- | ------------------- | ----------------- | ----------------- | ------------------- | ------------------- | ----------------- | ----------------- | ---------------- | ---------------- | ------- | ------- |
| Англія             | 2003               | -                   | -                   | -                 | -                 | 6                   | 2                   | -                 | -                 | 3                | 1                | 9       | 3       |
| Англія             | 2004               | 2                   | 0                   | -                 | -                 | -                   | -                   | 4                 | 4                 | 5                | 2                | 11      | 6       |
| Англія             | 2005               | 5                   | 0                   | -                 | -                 | -                   | -                   | -                 | -                 | 3                | 2                | 8       | 2       |
| Англія             | 2006               | -                   | -                   | 4                 | 0                 | 2                   | 0                   | -                 | -                 | 2                | 1                | 8       | 1       |
| Англія             | 2007               | -                   | -                   | -                 | -                 | 4                   | 2                   | -                 | -                 | 0                | 0                | 4       | 2       |
| Англія             | 2008               | 4                   | 5                   | -                 | -                 | -                   | -                   | -                 | -                 | 4                | 0                | 8       | 5       |
| Англія             | 2009               | 5                   | 4                   | -                 | -                 | -                   | -                   | -                 | -                 | 4                | 2                | 9       | 6       |
| Англія             | 2010               | -                   | -                   | 4                 | 0                 | 3                   | 1                   | -                 | -                 | 4                | 0                | 11      | 1       |
| Англія             | 2011               | -                   | -                   | -                 | -                 | 4                   | 2                   | -                 | -                 | 1                | 0                | 5       | 2       |
| Англія             | 2012               | 2                   | 3                   | -                 | -                 | -                   | -                   | 2                 | 1                 | 1                | 0                | 5       | 4       |
| Англія             | 2013               | 4                   | 4                   | -                 | -                 | -                   | -                   | -                 | -                 | 6                | 2                | 10      | 6       |
| Англія             | 2014               | -                   | -                   | 3                 | 1                 | 4                   | 3                   | -                 | -                 | 6                | 4                | 13      | 8       |
| Англія             | 2015               | -                   | -                   | -                 | -                 | 4                   | 4                   | -                 | -                 | 4                | 1                | 8       | 5       |
| Англія             | 2016               | 1                   | 0                   | -                 | -                 | -                   | -                   | 4                 | 1                 | 2                | 1                | 7       | 2       |
| Загалом за кар'єру | Загалом за кар'єру | 23                  | 16                  | 11                | 1                 | 27                  | 14                  | 10                | 6                 | 45               | 16               | 116     | 53      |